# Red Metropolitana de Movilidad
Red Metropolitana de Movilidad (conocido simplemente como Red; hasta marzo de 2019 denominado Transantiago) es un sistema de transporte público urbano que opera en el área metropolitana de la ciudad de Santiago, capital de Chile. Integra servicios de buses con el Metro de Santiago y el servicio de tren urbano Nos-Estación Central. Su operación se basa en unidades que agrupan los diferentes servicios de transporte público.

## Historia

Logotipo de Transantiago utilizado entre 2006 y 2018.

Fue concebido en 2002 bajo el nombre de Transantiago, por el gobierno de Ricardo Lagos, como una forma de cambiar la organización del transporte colectivo por microbuses existente en la urbe conocido como las «micros amarillas». Para ello, como primera medida, se dividió el Gran Santiago en 10 zonas que agrupaban a distintas comunas según criterios geográficos.
Hacia 2004, se realizó la licitación pública para definir a las empresas que operarían los recorridos del nuevo sistema. En dicha ocasión se presentaron empresas de transporte de pasajeros internacionales y nacionales. Finalmente, a principios de 2005 se conocieron las empresas que lograron adjudicarse las nuevas unidades de operación, las que incluían las zonas alimentadoras y los servicios troncales. Estas empresas eran las nacionales Buses Gran Santiago, STP Santiago, Trans Araucarias, Unitran, Redbus Urbano, Buses Metropolitana y Comercial Nuevo Milenio, junto con las colombianas Subus Chile, Inversiones Alsacia y Express de Santiago Uno, las cuales ganaron el proceso licitatorio.
La primera etapa del Transantiago comenzó el 22 de octubre de 2005, cuando estas empresas tomaron el control de los recorridos de las micros amarillas. El 10 de febrero de 2007, bajo el primer gobierno de Michelle Bachelet, fue completada la segunda etapa. En dicha fecha se realizó la transición definitiva al nuevo sistema. Es en esta instancia cuando se inició la operación de los nuevos recorridos de buses. La segunda fase tenía como plazo para la implementación de nuevos buses, recorridos e infraestructura para 2011.
Transantiago reformó por completo la malla de recorridos de las antiguas micros, diseñando un sistema basado en el uso de servicios alimentadores (recorridos cortos de una letra y dos números, por lo general dentro de los criterios geográficos) y troncales (recorridos largos, de tres números que cruzan la ciudad). Para ello, se desarrolló una enorme inversión en infraestructura y flota vehicular, y además se estableció el uso de una tarjeta inteligente con el fin de establecer un sistema tarifario integrado, la Tarjeta Bip!. Además, estos se complementan desde su inicio con el Metro de Santiago.
No obstante, su puesta en marcha generó una serie de problemas, revelando importantes deficiencias y errores tanto del diseño como de la implementación del proyecto combinadas con los problemas viales en la ciudad. Esto generó una grave crisis en la Región Metropolitana, tanto a nivel social como a nivel político, deteriorando fuertemente al primer mandato de Bachelet.
Sin embargo, ha mejorado considerablemente en los últimos años. A partir de los principales problemas presentados en sus inicios, se realizaron cambios en los contratos de operación de las empresas, permitiendo el ingreso de una mayor flota de buses y extendiendo varios de los recorridos hacia zonas alejadas de la periferia de la ciudad de Santiago. Esto permitió mejorar varios indicadores de servicio del sistema. A estas medidas, se sumaron nuevos recorridos, permitiendo mayor movilidad en zonas de diferentes comunas que no contaban con conectividad para sus habitantes. Además, se implementó un sistema de buses nocturnos en las principales arterias capitalinas e implementando un viaje de emergencia de la tarjeta bip!, consistente en un préstamo del valor de un pasaje cuando el pasajero no contara con saldo para cancelarlo. Este beneficio funcionaba, en un principio, todos los días desde las 21:00 hasta las 9:00 del día siguiente.
En 2009, el sistema nuevamente enfrentó problemas en su operación. Esta vez, tuvo lugar la cancelación del contrato de la empresa Buses Gran Santiago en dos de sus concesiones, Troncal 3 y Zona G, abriendo un proceso de licitación pública para dichas unidades. Dicho proceso dio paso a la entrada de las empresas Buses Vule y Las Araucarias, respectivamente.
Durante 2010, la autoridad, a través del Ministerio de Transporte y Telecomunicaciones, decide cancelar el contrato de concesión de la empresa Trans Araucarias, operadora de la Zona H, debido a la paralización de sus conductores por reclamos en el pago de sus remuneraciones y cotizaciones previsionales. Esto hecho dio paso a la intervención de las demás empresas del sistema en la prestación de los recorridos de dicha zona. Finalmente, quedó en manos de Buses Gran Santiago.
Hacia 2012, específicamente el 1 de junio, se realizó una reestructuración completa del sistema incorporando un nuevo esquema de operación. Este se basa en unidades de negocio, disolviendo de esta manera el sistema Troncal y Alimentador con el que operaba el sistema. En esta etapa, se extendieron nuevamente algunos recorridos de buses para evitar que los usuarios realizaran un exceso de transbordos, permitiendo así disminuir los tiempos de viaje. En resumen, se mantuvieron en el sistema Inversiones Alsacia, Subus Chile, Buses Vule, Express de Santiago Uno, Metbus, Redbus Urbano y STP Santiago, las que asumieron el control de las 7 nuevas unidades de operación con las que quedó configurado el sistema. En esta instancia se fusionaron entre sí las unidades troncales con las zonas alimentadores existentes hasta ese momento.
En 2014, se amplia el horario de emergencia hasta las 11:00 del día siguiente manteniendo su hora de inicio. Además, se establece que los domingo y festivos comenzara a las 14:00 horas.
Hacia 2017, el 100 % de la flota de buses correspondía a buses estándar, equivalente a la flota más moderna de América Latina. Se ha disminuido de un 32 a un 12 % la participación en la contaminación atmosférica en los episodios críticos ambientales. El sistema integrado permite un rápido y cómodo cambio entre metro y buses, siendo la tarjeta Bip! una de las mejores valoraciones al sistema. El control de flota a través de GPS está presente en todos los buses del sistema, permitiendo conocer tiempos de llegada a paraderos de manera específica a través de internet, aplicaciones móviles y mensajes de texto. El Directorio de Transporte Público Metropolitano es el ente estatal encargado de regular y fiscalizar el sistema. También, se ha terminado con la histórica disputa entre estudiantes y los chóferes por el cobro del pasaje escolar del antiguo sistema, junto a una reducción importante del número de accidentes protagonizado por buses; los sueldos para los chóferes parten en USD 1300, en algunas empresas, y hay un mayor control sobre el sistema de transporte público.
A contar del 17 de marzo de 2017 se integra el servicio de trenes urbanos Nos-Estación Central, el cual une la principal estación ferroviaria de la ciudad con la localidad de Nos en la zona sur de la capital. Con este servicio de trenes se generó una mayor intermodalidad en el transporte público de esta ciudad. Finalmente, la vigencia del horario de emergencia se extendió a las 24 horas del día para aquellas ocasiones en que no se presente saldo suficiente para pagar la tarifa.

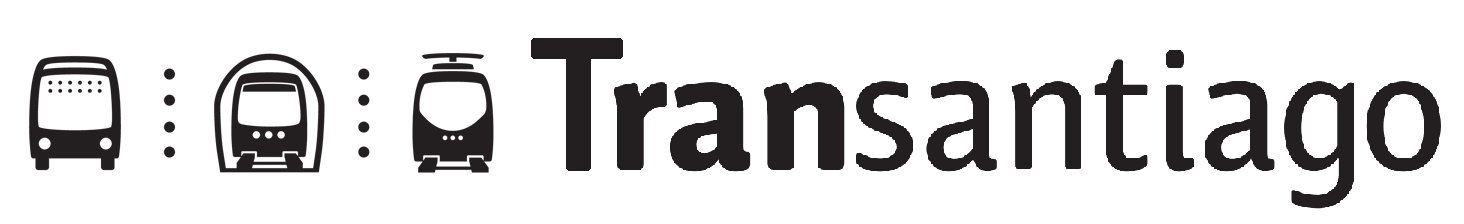
Logotipo de Transantiago utilizado entre 2018 y 2019.

El 2018 era clave para el futuro del Transantiago, ya que se realizarían nuevas licitaciones, correspondientes a las unidades de negocio 1, 4, 6 y 7. Esto implicaría la entrada de nuevos contratos y se establecería el origen de dos nuevas unidades en el sistema, 8 y 9. Junto a esto, estaría operativa Línea 3 del Metro de Santiago. No obstante, dicho proceso fue declarado desierto por la autoridad, trayendo consigo la extensión en los contratos de los operadores.
El 12 de marzo de 2019 se anunció el cambio de nombre del sistema, pasando de llamarse «Transantiago» a denominarse «Red Metropolitana de Movilidad». A nivel latinoamericano, Red es uno de los sistemas más integrados con otros servicios, como el Metro de Santiago y el Tren Nos-Estación Central. Ofrece un sistema de transporte mucho más rápido comparado al resto de ciudades de Latinoamérica y equidad en los tiempos de viaje para diferentes trayectos.[cita requerida]
También se espera que en un futuro se integren los servicios de trenes suburbanos a Melipilla y Batuco.
El 31 de agosto de 2023 se anunció la incorporación de dos nuevas comunas, Padre Hurtado y Lampa, al área de cobertura del sistema; de esta manera, por primera vez la operación fue fuera del área urbana del Gran Santiago. La primera comuna en ser beneficiada fue Padre Hurtado, la cual se incorporó desde octubre del mismo año con un servicio de buses. Por su parte Lampa lo hizo en diciembre en el sector de Valle Grande con 1 servicio.

### Antecedentes
| Año  | Tarifa (pesos 2001) | Número de buses | Número de pasajeros |
| ---- | ------------------- | --------------- | ------------------- |
| 1979 | $ 86                | 5185            | 891 177             |
| 1983 | $ 146               | 7178            | 885 600             |
| 1987 | $ 196               | 9945            | 984 680             |
| 1989 | $ 185               | 11 841          | 1 085 610           |
| 1990 | $ 236               | 13 698          | 1 200 000           |
| 1995 | $ 168               | 10 228          | 1 324 897           |
| 1997 | $ 188               | 8711            | 1 378 423           |

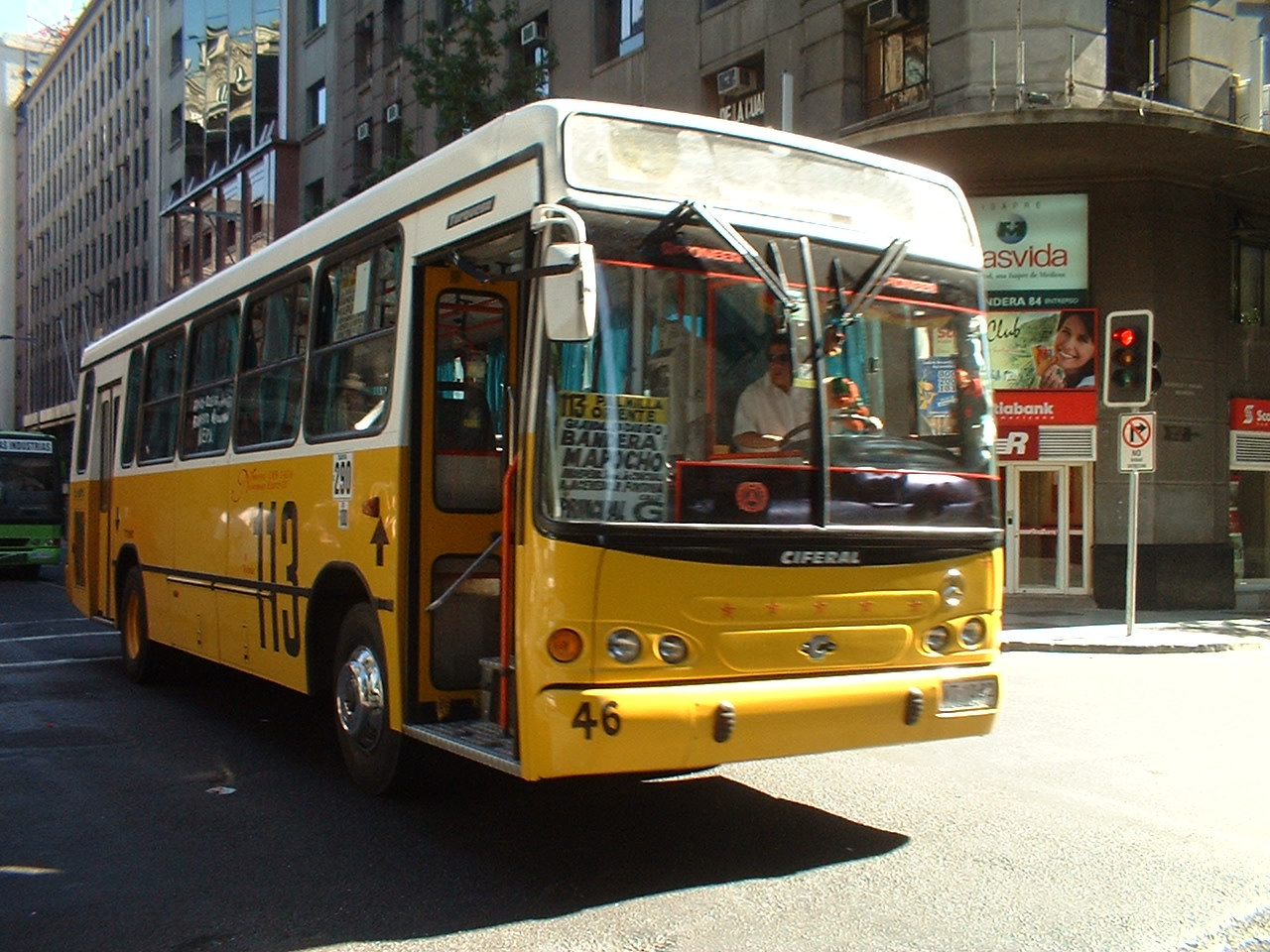
Una de las antiguas micros amarillas, establecidas en 1991 y retiradas con el inicio de Transantiago.

El transporte público en la ciudad de Santiago es uno de los mayores problemas que enfrenta la ciudad, especialmente debido a su explosivo crecimiento iniciado al comienzo del siglo XX. Los primeros intentos de realizar una reforma al sistema fueron durante los años 1960 y que se concretarían con la construcción del Metro de Santiago, pero que no lograrían solucionar el caótico resto del transporte santiaguino, con cientos de líneas de autobuses (conocidas en ese entonces como liebres) que recorrían desordenadamente sobre las calles de la capital.
Hasta 1979, el Estado tenía un rol gravitante en el desarrollo del transporte de Santiago, al ser dueño de la Empresa de Transportes Colectivos del Estado y regulador de las tarifas de los diferentes recorridos. Con el fin de mejorar la baja calidad del servicio y acabar con los buses atestados de personas, la dictadura militar inició desde ese año un proceso de liberalización: mediante el decreto del 15 de junio de dicho año se establecieron «niveles de tarifas» para todos los servicios de buses urbanos y suburbanos existentes. Posteriormente, el 27 de septiembre de 1980 se dejaron de fijar las tarifas de los servicios que sirvieran de acercamiento a las estaciones del Metro de Santiago y para los buses incorporados al servicio después de dicha fecha y con fecha de fabricación posterior a 1976. El 30 de julio de 1982 se liberaron masivamente las tarifas nocturnas, de los días domingo y feriados para todos los servicios, y se aplicó libertad tarifaria total en todos los horarios y días para los buses fabricados posteriores a 1976.
En diciembre de 1982 se aplicó la libertad tarifaria para todos los vehículos fabricados a partir de 1973, mientras que el proceso de desregulación culminó el 21 de junio de 1983 con la implantación de la libertad tarifaria para los servicios de buses. Se esperaba que, en un mercado abierto, la competitividad iba a producir una mejora sustancial. Si bien efectivamente se generó un beneficioso incremento en la oferta, la mayor cantidad de máquinas desencadenó una peligrosa alza en los niveles de contaminación en la ciudad y un aumento en la congestión vehicular. Al mismo tiempo, las tarifas experimentaron un alza cercana al 200 % en términos reales entre 1979 y 1990.
En este último año se produjo una importante reforma, introduciendo el sistema de concesiones. Desde ese momento, la autoridad metropolitana fue la encargada de determinar los diferentes recorridos y licitarlos a través de una competencia abierta a las diferentes empresas de transportes. La tarifa, en tanto, fue regulada con el establecimiento de un polinomio en que se evaluaban diferentes factores como la inflación y el precio del petróleo, entre otros. Uno de los hechos más reconocidos fue el establecimiento de micros uniformadas en color amarillo, desplazando a las tradicionales liebres multicolores.
Sin embargo, nuevamente el plan enfrentó una serie de problemas: se mantuvieron los niveles de contaminación (atmosférica y acústica) y de congestión en las principales arterias de la ciudad, puesto que cerca del 80 % de los recorridos pasaban por seis ejes viales, mientras los tiempos de viaje no disminuyeron como era esperado. La deficiente calidad del material rodante, con microbuses que en promedio tenían una antigüedad superior a los 8 años, y la falta de un sistema de tarifa integrada empeoraban la situación. A esto se sumaban los graves problemas derivados de la alta atomización de las empresas de transporte (en promedio, cada empresario tenía apenas 2 micros) y la
falta de contratos a los micreros. Estos, que recibían un salario que dependía de la cantidad de boletos vendidos, generaban competencia entre las micros, incluso del mismo recorrido, provocando un alto número de accidentes de tránsito.
Los diversos planes para mejorar el sistema fracasaron, siendo el más destacado el intento de introducir cobradores automáticos en 1999. La población de la ciudad manifestaba claramente el descontento con el sistema de transporte: en una encuesta de 2002, el transporte público tuvo una calificación de 11,2 puntos en una escala de 1 a 100.
Durante la campaña presidencial de Ricardo Lagos, este se comprometió al diseño de un plan integral de transporte para la ciudad de Santiago, el que se concretaría con la duplicación en la extensión de la red del Metro hacia el fin de su mandato en 2006. Ya en el discurso del 21 de mayo de 2001, el presidente Lagos anunciaba un "programa de largo plazo" para mejorar la locomoción colectiva con el fin de reducir la contaminación y mejorar la calidad de vida de los habitantes del Gran Santiago.

#### Micros amarillas

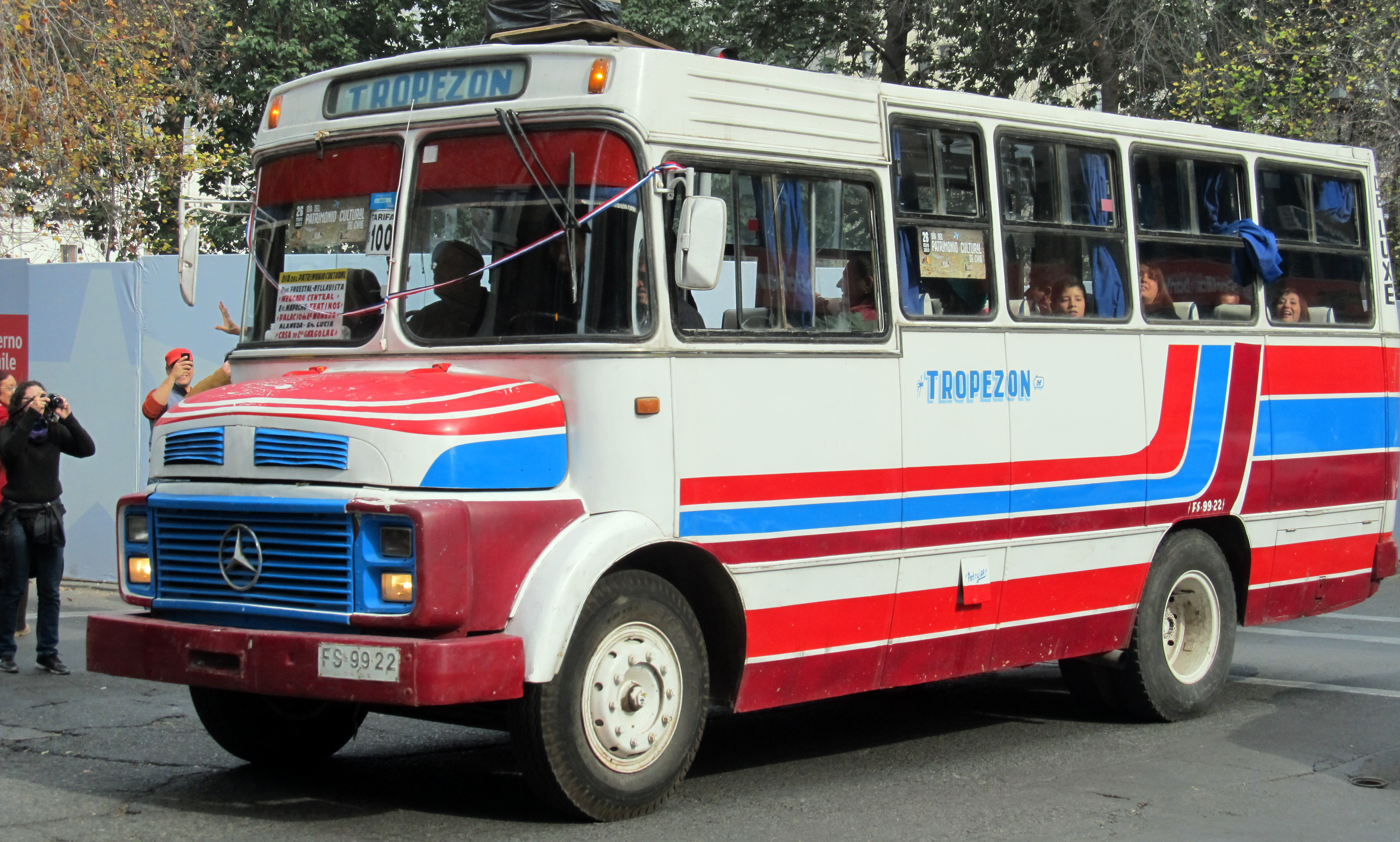
Autobús que circulaba en Santiago en el sistema previo a las "micros amarillas".

Las Micros amarillas fue el sistema de transporte público de la ciudad de Santiago de Chile, puesto en marcha en 1991 y reemplazado definitivamente por el Transantiago el 10 de febrero de 2007.
Hasta 1990, el transporte público de Santiago no tenía un control en la cantidad de microbuses por recorrido, ni en la antigüedad que muchos presentaban, tampoco en las altas tarifas para el usuario y no existía una normativa que pusiera límite a los gases que emitían los autobuses, los cuales terminaron en generar una alta contaminación.
Ante esto, en 1991, el Ministerio de Transportes y Telecomunicaciones a cargo de Germán Correa, comienza una serie de cambios y medidas, cuyo objetivo era ordenar el transporte público capitalino. Para esto se llamó a licitación pública, donde se fijaron nuevos recorridos, la frecuencia promedio y las exigencias con que debían contar los autobuses a renovar, ya que se había ordenado a retirar 2600 por su antigüedad.
Sin embargo, el cambio que más llamó la atención de los pasajeros, fue el nuevo corte de pintura de todos los buses, pasando de una mezcla de colores a una uniformidad de blanco con amarillo, llevando al costado derecho el número del recorrido al que pertenecía el vehículo.

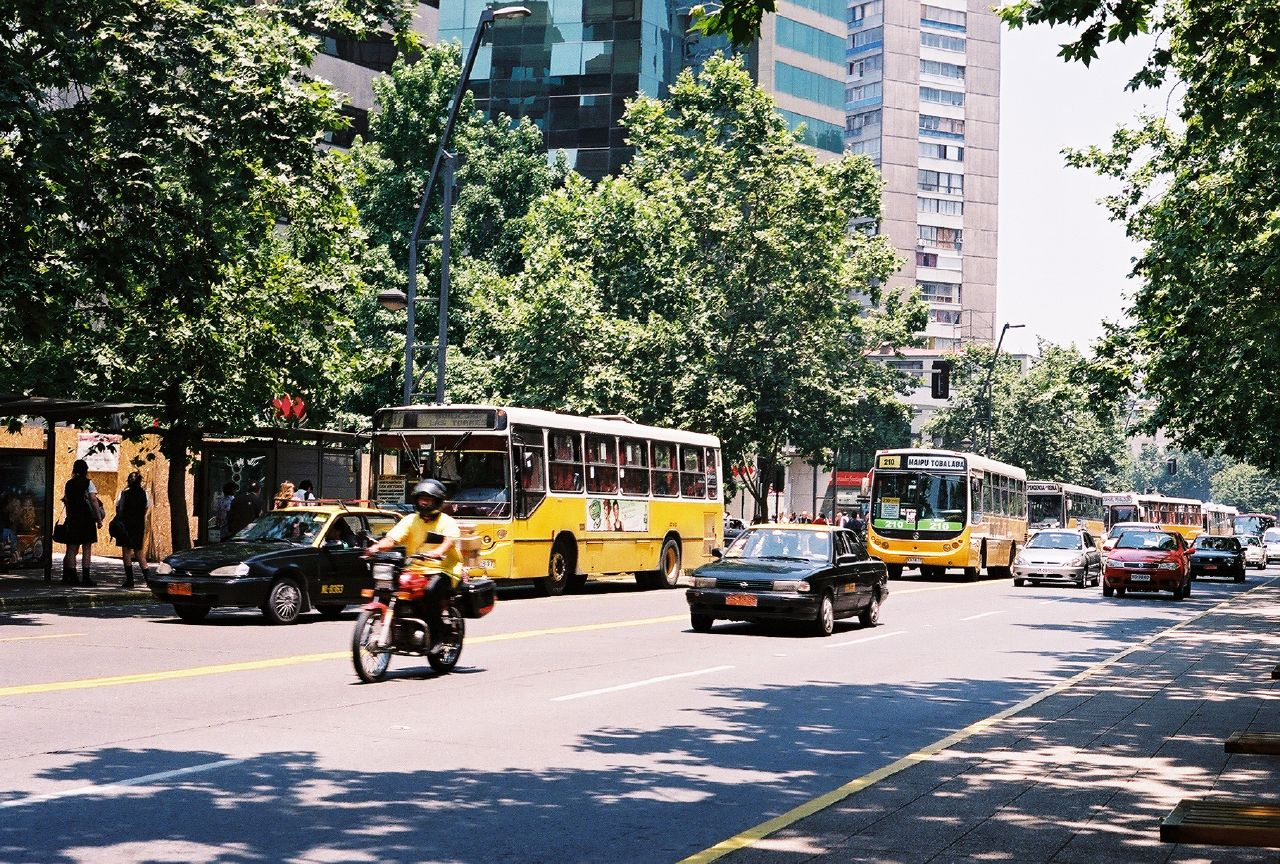
Micros amarillas en la entonces Avenida 11 de Septiembre (actualmente Nueva Providencia).

Al poco tiempo, la amplia gama de empresas microbuseras que ganaban por «boleto cortado», generaba una competencia entre los conductores de los autobuses, quienes se "peleaban" por el pasajero para obtener mayores ganancias, pero ponía en riesgo la seguridad de los pasajeros por los excesos de velocidad que no eran controlados. Otro factor que influyó en la poca eficiencia del sistema, fue la malla de recorridos, ya que había algunos que tenían una ruta muy similar y que causaba saturación en algunas calles como la Alameda.
El fin de esta etapa, comenzó con la puesta en marcha del Transantiago, el sábado 22 de octubre de 2005, en donde las empresas que ganaron la licitación tomaron el control de los recorridos que existían hasta ese momento, día en que también fueron retiradas del sistema varias máquinas de chasis Mercedes-Benz OF-1115 por sus más de nueve años de antigüedad, aunque al mismo tiempo, ingresaron al sistema modernos buses Volvo B9Salf y B7RLE carrozados en Marcopolo, Caio Induscar y Busscar, dando inicio a la primera fase del Transantiago.
Paulatinamente, el tradicional corte de pintura amarillo-blanco, quedaba atrás. Los buses nuevos portaban el color de la zona alimentadora que le correspondía a cada empresa, mientras que otros se uniformaron de blanco con franja verde, color correspondiente a los troncales. De la misa manera algunos vehículos de este sistema fueron repintados siguiendo los criterios ates mencionados.

#### Metrobus

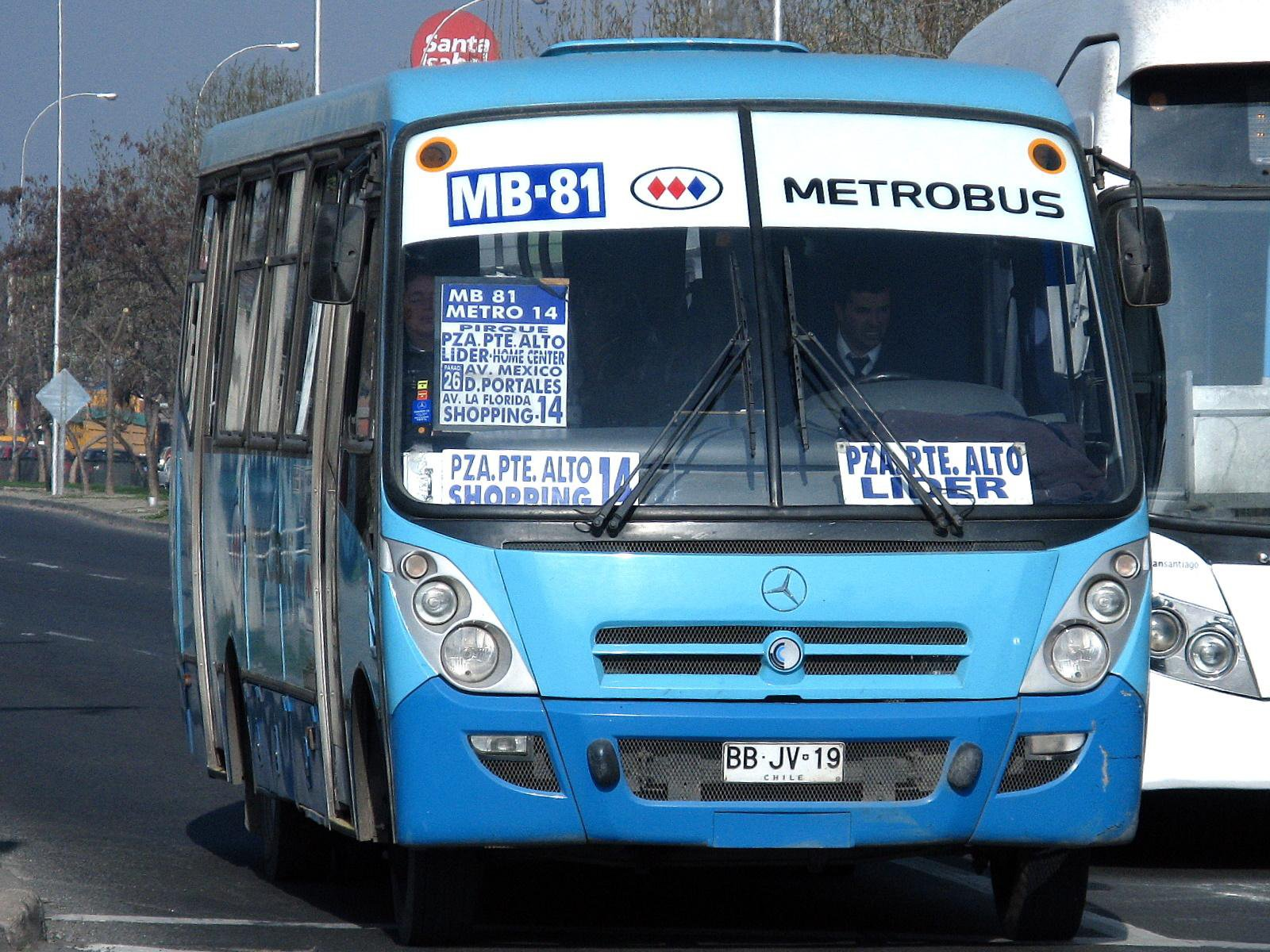
Metrobus con los colores tradicionales y en dirección Bellavista de La Florida.

Metrobus era un sistema de transporte público en Santiago diseñado como forma de acercamiento al Metro de Santiago a través de buses. Originalmente, los buses eran identificados por su característico color celeste en dos tonos, al igual que los trenes del Metro de Santiago de la época, siendo la principal diferencia con el sistema licitado de buses urbanos existentes entre 1991 y 2007.
Fue creado en 1987, funcionando originalmente en las estaciones Lo Ovalle, Escuela Militar y Puente Cal y Canto, posteriormente se agregaron más estaciones. Funcionaba con una tarifa combinada cuyo valor era mucho inferior al costo de pagar el Metro y el bus por separado, eso hasta mayo de 2005, donde además existía compatibilidad con la tarjeta Multivía del Metro.
En marzo de 2005 concluyó la vigencia de los contratos de algunos servicios y los que continuaron vigentes cambiaron la denominación "Metrobus" a "Línea" y sus trazados se transformaron en recorridos "locales". De ahí que, por ejemplo, servicios MB-XX cambiaron a L-XX. Además, hubo un cambio de color en los buses. De a poco los recorridos pasaron a manos de las empresas que se adjudicaron los ejes troncales y alimentadores del nuevo plan de transporte.

### Diseño del proyecto y primeros conflictos

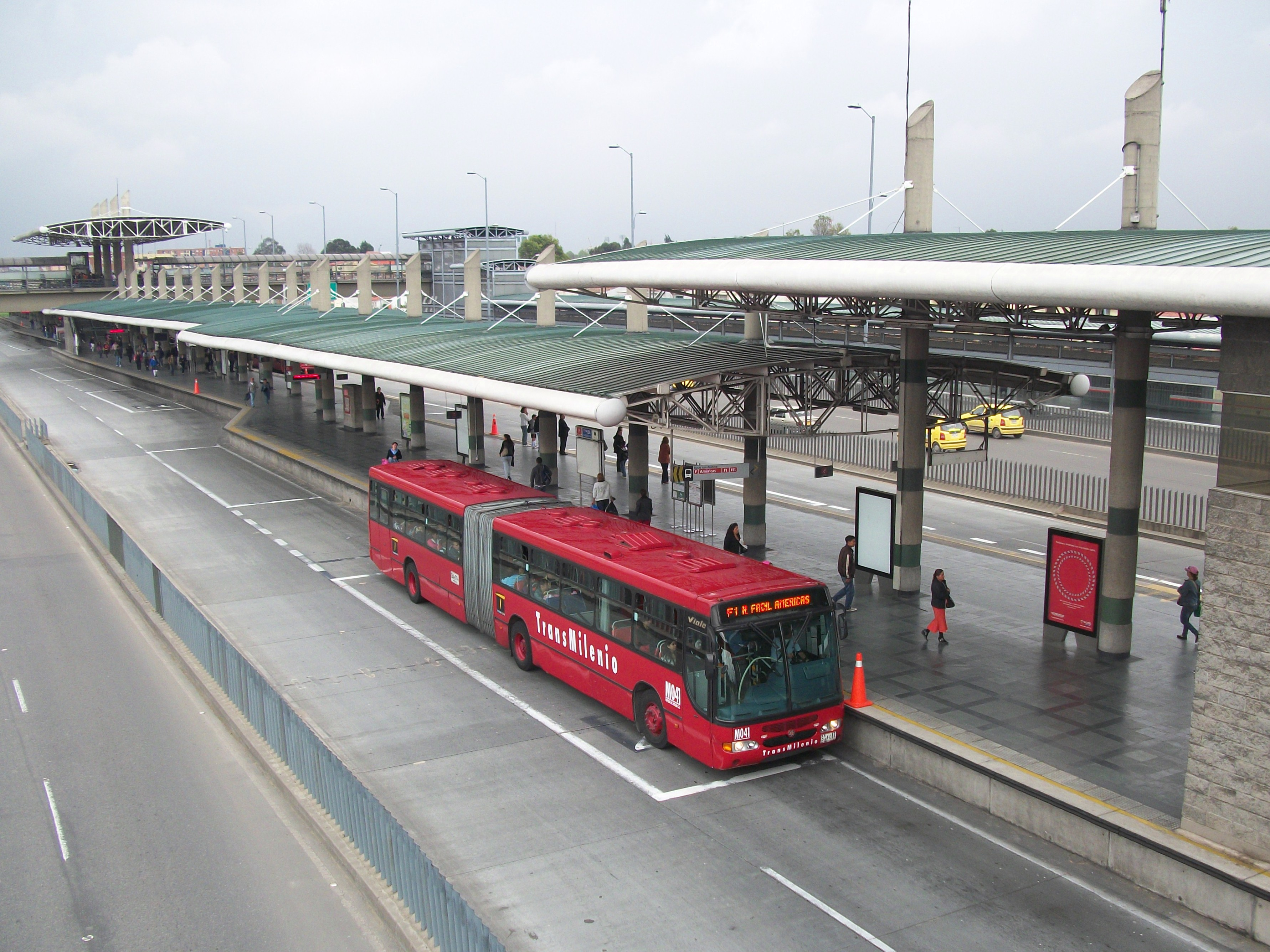
TransMilenio, el sistema de transportes de Bogotá, sirvió de inspiración para el diseño del Plan de Transporte Urbano para Santiago.

El 1 de marzo de 2002 se dio inicio oficial a la idea de un nuevo plan de transporte cuando Germán Correa, antiguo ministro de Transportes y Telecomunicaciones durante el gobierno de Patricio Aylwin, asumió el cargo de coordinador general del Plan de Transporte Urbano para Santiago (PTUS), el cual ya había tenido sus primeras acciones durante 2001 con el establecimiento de algunas vías segregadas para el tránsito de microbuses. El PTUS estaba destinado para una reforma radical al transporte de Santiago hacia el 2010, para la celebración del Bicentenario de Chile, y en él participarían diversas entidades públicas:
- Ministerio de Obras Públicas (MOP)
- Ministerio de Transportes y Telecomunicaciones (MTT)
- Ministerio de Vivienda y Urbanismo (MINVU)
- Intendencia de la Región Metropolitana de Santiago
- Comisión Nacional de Medio Ambiente (CONAMA)
- Secretaría Interministerial de Planificación de Transporte (SECTRA)

Sin embargo, los problemas aparecieron rápidamente. En el mes de agosto se llamó al proceso de licitación de los recorridos de los metrobuses, lo que originó el fin de la tregua entre el gobierno y los dirigentes microbuseros, que rechazaron la idea de la reforma al sistema. El día 12 de agosto se inició una movilización de los transportistas, quienes bloquearon las principales arterias de la ciudad, paralizándola por completo. La movilización marcó un punto de inflexión en la fuerza del, hasta ese entonces, poderoso gremio: el gobierno aplicó la ley de seguridad interior del Estado y sometió a proceso a los cinco principales dirigentes.
Solucionado en parte el conflicto con los empresarios, estos reaparecieron, pero en el interior del gobierno. El proyecto del consorcio Sacyr de instalar tranvías hacia las zonas periféricas provocó fuertes diferencia entre los ministros Jaime Ravinet, que estaba a favor de la idea, y Javier Etcheberry, que estaba en contra. A esto se sumarían las rencillas entre Correa y el director del Metro, Fernando Bustamante, surgidas a raíz del rol que debía tomar el ferrocarril metropolitano en el proyecto.
Tras el rechazo final al proyecto de Sacyr, la idea del nuevo plan comenzó a inspirarse en TransMilenio, el proyecto de transporte que había sido realizado con éxito en Bogotá, con la salvedad de que, a diferencia del proyecto bogotano, el santiaguino se extendería a todo el transporte de la ciudad y no solo a sectores focalizados. El plan comenzó así a configurarse en torno a la idea de establecer líneas troncales que recorrieran la urbe junto a redes alimentadores. El 7 de marzo de 2003, Correa junto al ministro Etcheberry y el intendente de Santiago Marcelo Trivelli lanzaron oficialmente el nombre del proyecto: Transantiago.
Los roces entre Correa y Bustamante continuarían, y finalmente el presidente Lagos le solicitaría la renuncia al exministro, a fines de marzo de 2003. Con la salida de Correa, el PTUS sería ahora administrado por una comisión interministerial presidida por Etcheberry, ministro de Obras Públicas y de Transportes y Telecomunicaciones, que nuevamente enfrentaría a Bustamante, que estaba en contra del modelo de distribución de los ingresos dentro del Transantiago. A esto se sumaba la larga discusión sobre la fallida licitación del Melitrén (tren suburbano entre Santiago y Melipilla) y la utilización de la estación Quinta Normal como terminal en vez de la tradicional Estación Central, lo que elevaría enormemente los costos.[cita requerida]
Ya a fines de 2003, los retrasos en el proyecto comenzaban a evidenciarse. Aún no se realizaban las licitaciones destinadas a la operación de las redes troncales, mientras se definía el 28 de mayo de 2005 como la fecha de inicio del proyecto. Solo el sistema de tarjeta inteligente para el desarrollo de una tarifa unificada comenzaba a concretarse, con el lanzamiento de Multivía a comienzos de ese año.

### Ejecución del proyecto
El sistema a lo largo de su historia ha pasado por diversas etapas de operación. Dentro de las más destacables, está la operación de diversos recorridos de las micros amarillas en la llamada primera etapa. Finalizada esta, se dio paso a la etapa definitiva de operación, instancia en la cual operaron los servicios troncales y alimentadores que poseía este plan de transportes. En 2012, este esquema fue disuelto pasando la operación de los servicios a las unidades de operación. Este último se mantiene a pesar del cambio de nombre realizado en marzo de 2019.

#### Primera etapa
A comienzos de 2004 se iniciarían los primeros trabajos con miras al nuevo plan de transporte. La Alameda, principal avenida de Santiago, fue pavimentada nuevamente durante el verano austral de ese año, teniendo que ser reparada debido a la mala calidad de los materiales durante 2005, año en que también comenzaron los trabajos para establecer corredores segregados en la Avenida Los Pajaritos.
La licitación de los nuevos recorridos se produjo a fines de 2004 y comienzos de 2005, en que participaron tanto inversionistas extranjeros como algunos de los dirigentes microbuseros que habían participado en la movilización de 2002. La puesta en marcha estaba prevista para el 27 de agosto de 2005, sin embargo, el gobierno se decidió retrasarla para el 22 de octubre, fecha en que ya deberían estar listos los trabajos en las vías que utilizarían los buses y los usuarios contarían con mayor información al respecto.
En enero de 2005, el ministro Javier Etcheberry fue reemplazado por Jaime Estévez. A mediados de ese año comenzaron a llegar al país los primeros buses destinados a la implementación del Transantiago, provenientes de Brasil. Los 1181 buses que llegaron, de los cuales cerca de la mitad eran articulados, se enfrentaron a una ciudad que no estaba preparada para su utilización. Ejemplo de ello fue que solo meses antes de la implementación del sistema se comprobó que el paso de la calle Bandera bajo la Alameda no contaba con la altura suficiente para el paso de los buses que atravesarían la ciudad de norte a sur.
Finalmente, la primera etapa del Transantiago se inició el día planificado, cuando diez empresas concesionarias tomaron control del sistema de transporte e introdujeron los buses nuevos, que operarían junto a las antiguos micros amarillas. En tanto, el sistema de pago y los recorridos se mantuvieron igual que en el sistema anterior. Adicionalmente, el 21 de enero de 2006 se incorporaron 302 buses nuevos y salieron de servicio 551 buses antiguos, aumentando la extensión de la primera etapa de implementación.
Esta primera etapa, sin embargo, no produjo demasiados cambios. La frecuencia de los microbuses se redujo debido a la baja de máquinas antiguas, por lo que los usuarios debieron enfrentar largas esperas de más de una hora, a lo que se sumó la reducción en la velocidad máxima de los buses nuevos a 60 km/h.

#### Segunda etapa

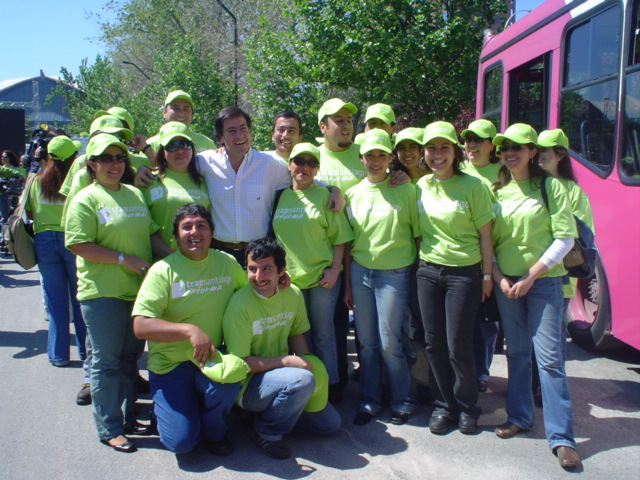
Presentación de Transantiago Informa junto a buses del Transantiago y algunas micros amarillas, previo a la puesta en marcha de la segunda etapa del proyecto.

La segunda y definitiva etapa de implementación estaba presupuestada para el 22 de octubre de 2006, pero sufrió un nuevo retraso debido a los problemas de la licitación del Sistema de Información al Usuario de Transantiago (SIAUT).
En octubre de 2006, comenzó la campaña de información a los usuarios de Transantiago. El SIAUT, llamado comercialmente como "Transantiago Informa", estableció diversos canales de información a lo largo de la ciudad. Además presentó campañas informativas a través de diversos medios de comunicación, comandados por la figura del exfutbolista Iván Zamorano, elegido como rostro principal de la campaña. Se enviaron también mapas con los recorridos.
Uno de los hechos más importantes comenzó el 1 de enero de 2007 cuando se dio inicio a la entrega de la tarjeta bip! en diversos locales habilitados. Desde esa fecha se habilitaron diversos buses que permitían el pago de la tarifa a través de la tarjeta, pero con el esquema tarifario antiguo. Sin embargo, los retrasos en la instalación de los validadores de la tarjeta amenazaron la puesta en marcha de la nueva etapa.
El 10 de febrero de 2007 se dio inicio finalmente a la etapa final de implementación. Los problemas en la instalación de validadores y un error en la programación de estos obligaron a que, durante la primera semana de operación, el sistema fuera completamente gratuito para los usuarios, a excepción del Metro de Santiago. Desde esa fecha, el número de buses que recorrerían la capital bajaría en teoría de 8400 a un poco más de 5000. El cambio fue drástico, puesto que comenzaron a circular los nuevos recorridos muy distintos a los que ya conocía la ciudadanía.

#### Reestructuración
En agosto de 2011 el Ministerio de transporte, encabezado por Pedro Pablo Errázuriz, decidió realizar una licitación de nuevos contratos. Lo anterior ante el vencimiento de los contratos de las zonas alimentadoras, eliminando la denominación de troncales y alimentadores por zonas de concesión. Esto conllevó una reestructuración del sistema con el fin de disminuir el déficit económico y mejorar la calidad del servicio para los usuarios.
Es así como el 1 de junio de 2012 se disuelve el esquema de Troncal y Alimentador quedando el sistema organizado en 7 unidades de operación. En esta instancia las empresas operadoras pasan a portar un color distintivo que las diferencia entre sí no concordando, en algunos casos, con las zonas alimentadoras existentes hasta ese momento. Además de esta modificación los servicios quedan agrupados según su empresa operadora no incluyendo una zona en particular, todos quedan como servicios Transantiago.
Como forma de ir mejorando la calidad del servicio, varios de los recorridos que funcionaban hasta esa fecha se fueron fusionando con otros servicios. Esto se realizó como manera de disminuir trasbordos, hacer un servicio más expedito y que conectará de forma más fácil a los pasajeros con sus destinos. Además de lo anterior fue una manera de ir abaratando costos en la operación al disminuir, de forma práctica, la cantidad de buses que las empresas debían poseer por recorrido que operaba y, en medida proporcional, la cantidad de servicios prestados por esta.
También, en cuanto a la operación, se establece que cada empresa debe hacerse cargo de la evasión de los servicios que opera. De esta forma debían establecer algún mecanismo que impidiera este acto. La consecuencia directa a esto es que las empresas reciben su pago por pasajero transportado, esto es tarjeta Bip! validada, y no por kilómetros recorridos como lo establecían los antiguos contratos. Además de estas nuevas exigencias se incorporan indicadores de la calidad del servicio, Índice de Cumplimiento de Regularidad (ICR) e Índice de Cumplimiento de Frecuencia (ICF), para cada servicio existente estableciendo como mínimo una base de un 80 % para ICR y 90 % para ICF.
Junto con esta serie de cambios experimentados por las empresas operadoras de buses, 
Metro pasa a hacerse cargo del sistema de pago, esto es, la tarjeta Bip! haciéndose cargo del Administrador Financiero de Transantiago. Junto a esto pasa a ser una unidad de operación más dentro de todo el sistema.
No obstante, para mejorar aún más la experiencia de viaje de los usuarios se incorpora al sistema la estatal EFE, con su filial Tren Central, bajo la operación del servicio de trenes suburbanos Nos-Estación Central, conformando una nueva unidad de operación, integrando de una manera más fluida todo el transporte de la capital.

#### Reasignación de recorridos
Para reducir el déficit en frecuencia y regularidad que presentaban algunos servicios de buses, las autoridades instruyeron un plan de reasignación de los recorridos que presentasen mayor cantidad de reclamos de los usuarios. Esto consistía en traspasar los recorridos de las empresas que menor índice de calidad y cumplimiento presentarán en su operación hacia los operadores mejor evaluados del sistema. Todo esto sujeto a las cláusulas dispuestas en los contratos realizados entre el Directorio de Transporte Público Metropolitano y los operadores del sistema.
Es así como el DTPM instruye la primera reasignación de servicio correspondiente al 213e operado por la empresa Subus Chile a la empresa STP Santiago a contar del 1 de diciembre de 2015 por la mala calidad del servicio que prestaba la primera en cuanto a operación del mencionado servicio. Sin embargo, durante el mes de agosto de 2016 se anuncia la reasignación de 5 servicios de las empresas Inversiones Alsacia y Express de Santiago Uno hacia las empresas STP Santiago, Buses Vule y Metbus.
El día 24 de septiembre de 2016 se concreta la segunda reasignación de recorridos esta vez correspondiente al servicio 112 de Inversiones Alsacia hacia la empresa STP Santiago, junto con lo cual es fusionado con el recorrido F21 dando origen al servicio 712, que por el momento se convierte en el más largo del sistema.
El 3 de diciembre de 2016 se concretó la tercera reasignación correspondiendo en esta oportunidad a los recorridos 424 y 416e de la empresa Express de Santiago Uno hacia Metbus debido al incumplimiento de la primera en cuanto a operación se refiere. Junto con esto se elimina el recorrido 416e siendo reemplazado por el recorrido 546e mientras que el primero mantiene su ruta y numeración habitual.
A contar del 11 de febrero de 2017 se materializa la cuarta reasignación correspondiendo esta vez a los servicios D06 y D13 operados por la empresa Express de Santiago Uno hacia la empresa Buses Vule. En esta instancia el recorrido D06 se fusiona con el servicio E15 para crear el nuevo servicio 325, el cual absorbe la ruta de ambos recorridos los que son eliminados del sistema. Así mismo, se modifica totalmente la ruta del servicio D13, con lo cual se pretende mejorar su operación.

### Estallido de la crisis

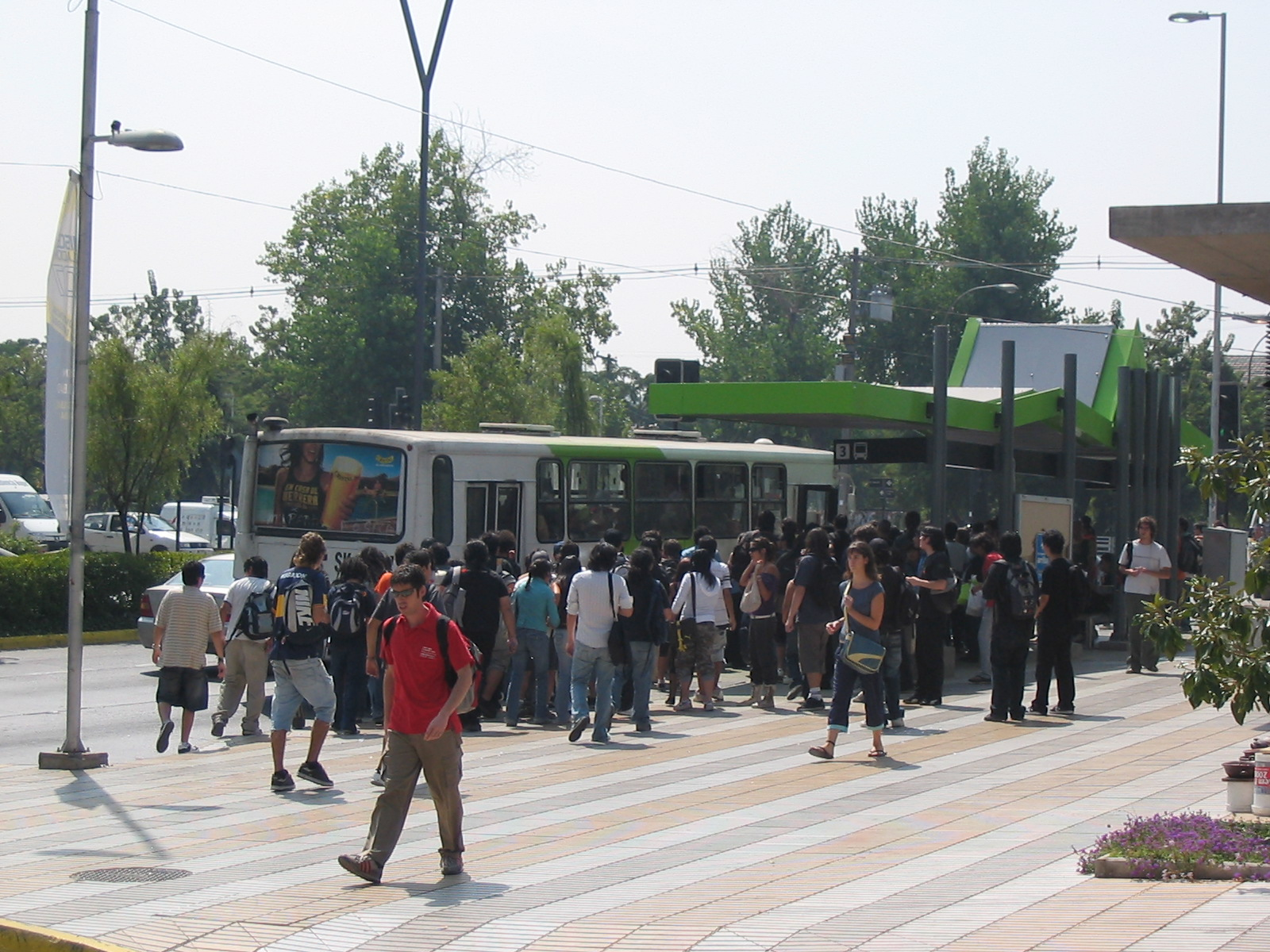
Muchedumbre tratando de abordar un bus del Transantiago en marzo de 2007.

Pese a las cifras presupuestadas, en el primer día de operaciones salieron cerca de 1400 autobuses. La ausencia de recorridos generó caos en diversos puntos de la capital, sobre todo en la periferia de la ciudad. El Ministro de Transporte citó a los empresarios y les exigió aumentar el número de vehículos. Sin embargo, las aglomeraciones se mantuvieron en diversos lugares como Escuela Militar y Plaza de Puente Alto. El déficit de maquinaria generó importantes retrasos en los viajes de los usuarios y malestar generalizado debido a que los buses viajaban a máxima capacidad. Asimismo, debido a fallas en el sistema de cobro del pasaje, el AFT estableció un período de gratuidad desde el 10 hasta el 16 de febrero para buses troncales y hasta el 19 para los alimentadores.
Durante los primeros días de implementación, el Metro de Santiago logró sortear los problemas pronosticados. El 20 de febrero de 2007, el servicio alcanzó un total de 1 439 703 viajes, el más alto en la historia de este servicio hasta ese momento.

#### Estabilización y medidas de contingencia
Con el paso de las semanas, el sistema comenzó una etapa de estabilización. La mayor parte de las empresas comenzaron a operar con la flota que tenían asignada.
El sistema de buses, en general, logró sortear el aumento de los pasajeros, siendo el Metro de Santiago quien enfrentó los más graves problemas en su operación. El Metro duplicó su demanda diaria llegando a superar los 2,4 millones de pasajeros por día con una densidad de hasta seis pasajeros por metro cuadrado, alcanzando los niveles del congestionado Metro de Tokio.
Con el fin de mejorar el sistema, la presidenta Michelle Bachelet anunció una serie de medidas costo estimado de 15 000 millones de pesos (27,8 millones de dólares). Entre dichas medidas se cuentan la introducción de servicios expresos desde la periferia al centro utilizando las autopistas urbanas, ampliación de los servicios nocturnos, extensión del horario de servicio del Metro y la instauración de vías exclusivas para los buses. Además, 75 recorridos fueron ampliados y 300 buses fueron incorporados. En la misma línea, el ministro Sergio Espejo sería reemplazado por René Cortázar, el cual ordenó la concreción de cinco medidas, incluyendo aumento de la flota de buses, la creación de paraderos adicionales, correcciones a la malla de recorridos y apoyo a los operadores para la gestión de sus flotas.
Con el paso de los meses, los problemas comenzaron a disminuir. Los contratos con las empresas de transporte fueron modificados y sus recorridos fueron flexibilizados. Se inauguraron las estaciones intermodales Gabriela Mistral y Vespucio Norte. En diciembre de 2007, Cortázar anuncia la creación de nuevos recorridos, siendo confirmado en su cargo luego de haber prometido su renuncia si no lograba mejorar el sistema de transporte.
Un estudio realizado por la Pontificia Universidad Católica de Chile determinó que los tiempos de espera cayeron de manera importante, pasando de un 20 a un 7 %.
Según el "World Resources Institue", en artículo publicado en la revista "The Economist", el esquema implantado en Santiago ha sido "la más ambiciosa reforma del sistema de transporte que haya sido intentada en un país en desarrollo". Otras ciudades de América Latina lograron implantar con éxito sistemas similares. No obstante, la implementación se ejecutó por etapas y con cambios graduales, permitiendo realizar ajustes y corregir errores rápidamente sin causar tanta disrupción en el servicio que reciben los usuarios.

### Problemas financieros

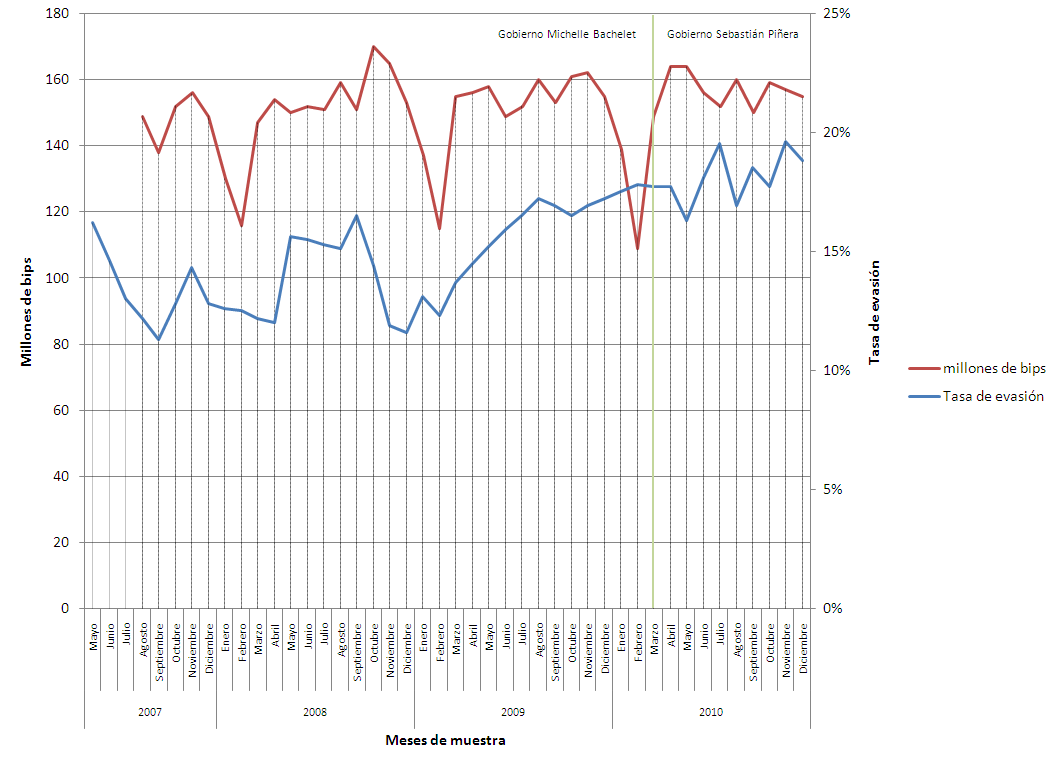
Gráfico de comparación entre la tasa de evasión y cantidad de pagos bip! entre mayo de 2007 y diciembre de 2010.

Junto a los problemas perceptibles para los usuarios, el sistema ha enfrentado graves problemas económicos debido al grave déficit financiero que posee el AFT. Este déficit se ha debido tanto a una falla estructural del modelo de ingresos como la alta cifra de evasión presente en la actualidad, que oficialmente llega al 25 %, pero se cree podría ser mayor y llegar incluso al 40 %.
Para enfrentar estos problemas, el AFT ha debido solicitar subsidios al Estado para evitar un colapso del sistema y el alza en las tarifas. Metro S.A. permitió el traspaso de US$80 millones al AFT durante mayo de 2007, lo que fue cuestionado por la Contraloría General de la República, pero aceptado finalmente por el Congreso Nacional, que además aceptó un subsidio de US$290 millones. Durante la elaboración del presupuesto nacional para el año 2008, el Ministerio de Hacienda solicitó un monto de 76 mil millones de pesos chilenos para el subsidio del Transantiago, pero el Congreso Nacional en acaloradas sesiones rechazó la propuesta y redujo el monto a solo mil pesos. Los montos fueron finalmente otorgados a través de un crédito de US$160 millones entregado por BancoEstado, el cual debería financiar al AFT hasta abril de 2008, cuando sea presentado un proyecto de ley que permita un subsidio estatal regular para el sistema de transportes.
Diversos parlamentarios han manifestado la necesidad de establecer un subsidio permanente para el sistema con el fin de asegurar la mejora de la calidad del servicio entregado a los pasajeros. Esto se basa también en la estimación de los reales costos del proyecto, los cuales no pueden ser financiados con la tarifa actual. Según estimaciones del Instituto Libertad y Desarrollo, la tarifa del sistema original debió haber sido de $422 dentro del rango normal de evasión (cercano al 5 %), pero con las posteriores modificaciones y el aumento en la flota de buses, la cifra debió ser cercana a los $500 en condiciones normales, de $622 con un 25 % de evasión y $712 con un 40 % de evasión, casi el doble de las tarifas de la época.
Con el pasar de los meses, y bajo la gestión de René Cortázar, se ajustaron varios elementos de la gestión en el sistema, desde la renovación paulatina de máquinas (agendada originalmente para concluir el proceso a mediados de 2010), así como también la ampliación, modificación y creación de nuevos recorridos en distintas partes de la capital.
Al asumir el gobierno de Sebastián Piñera, el nuevo ministro de Transportes, Felipe Morandé tuvo una reunión con el exministro Cortázar, para complementar la gestión realizada y los pasos a seguir en los próximos 4 años. Además, se designa a Gloria Hutt como Subsecretaria de Transportes.
Una de las primeras medidas tomadas fue la designación de Ana Luisa Covarrubias, quien se desempeñaba en el Instituto Libertad y Desarrollo (ligado a la Alianza por Chile). Sin embargo, a fines del primer semestre de 2010 frente a varios cuestionamientos a su gestión, deja el cargo para pasar a ser parte del equipo de trabajo que reformulará el plan de transportes. Desde ese momento, la Coordinación de Transantiago ha sido dirigida por Raimundo Cruzat Correa, quien desde el inicio del gobierno de Sebastián Piñera fuera Seremi de Transportes y Telecomunicaciones de la Región Metropolitana.
Las dificultades que debió asumir el nuevo gobierno fueron las siguientes:
- Gran porcentaje de evasión en el pago de la tarifa[77]
- Paralización de la empresa Trans Araucarias[78]
- Alzas futuras de la tarifa, según lo consignado en el Subsidio al Transporte Público de Santiago[79]

Frente lo anterior, se decidió generar un plan para cada uno de los casos, incluso aplicando una reingeniería en varios aspectos, lo cual se traduce en la formulación de "15 medidas para mejorar el sistema", con dispares resultados en su implementación, varias de estas medidas fueron una continuidad de la gestión del anterior Ministro de Transportes y Telecomunicaciones.

### Nuevas licitaciones
Para 2018 estaba previsto que vencieran los primeros contratos del sistema. Esto traería la licitación del 50 % de los operadores y recorridos. La otra mitad sería subastado entre 2020 y 2021. Este proceso implicaría renovar al menos la mitad de la flota de buses. Además, se reduciría la cantidad de recorridos y vehículos de cada empresa. Sin embargo, algunas empresas vieron extendidos sus contratos hasta concretar el proceso licitatorio.

#### Licitación de 2017

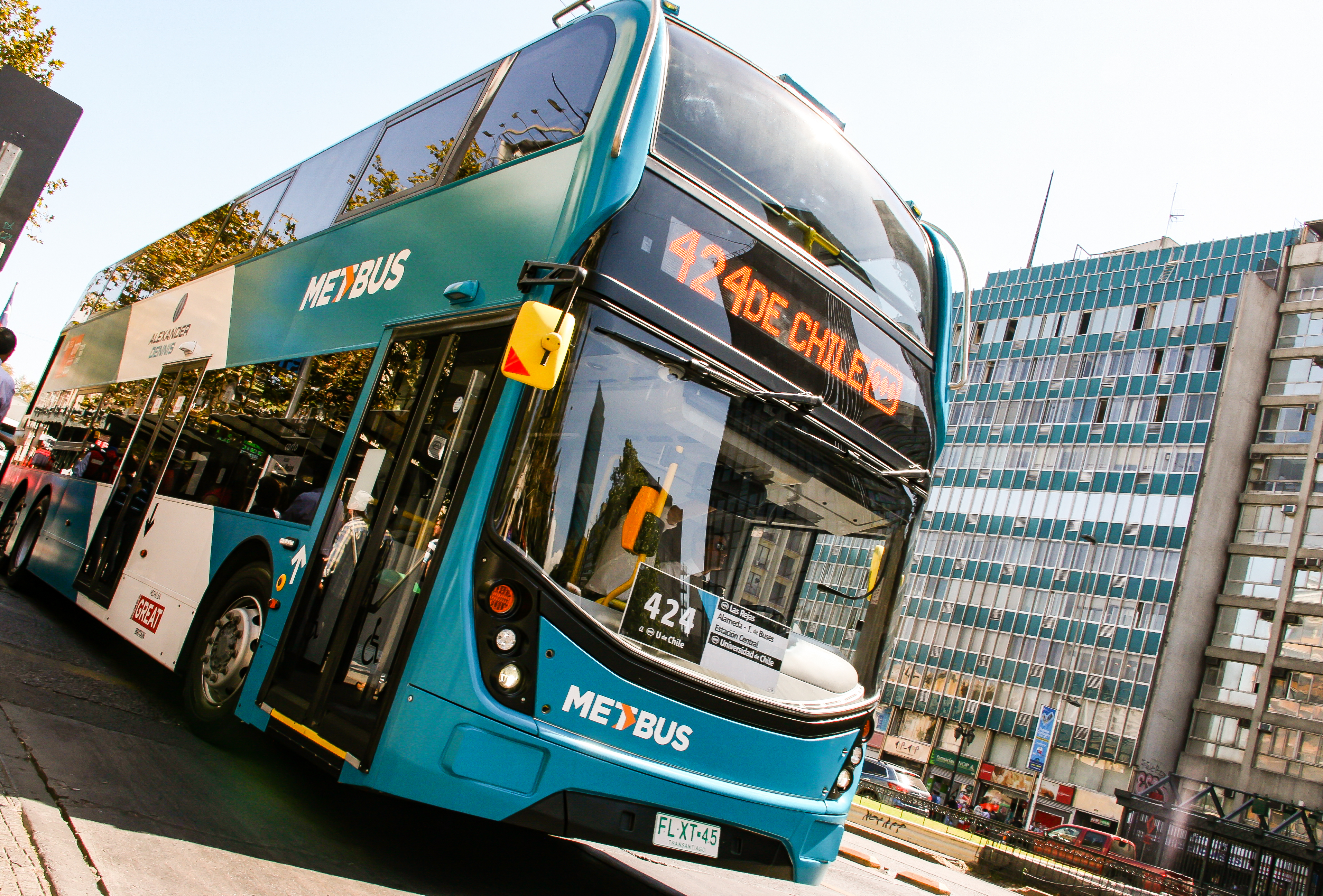
Bus de dos pisos que realizó pruebas en el recorrido 424 durante 2017.

Hacia finales de 2017, y en el marco del vencimiento de las concesiones en las unidades 1, 4, 6 y 7, se realizaría un nuevo proceso de licitación. En este surgirían 2 nuevas unidades de operación, 8 y 9, redistribuyendo los recorridos de buses.
Se inició el 23 de octubre de 2017 con la puesta en venta de las bases de licitación. En dicho proceso fueron 69 las empresas que las adquirieron, destacándose Tower Transit, ALSA y Avanza, por el lado extranjero, y los actuales operadores STP Santiago, Buses Vule, Redbus Urbano, Metbus, junto a las de transporte interurbano Turbus y Pullman Bus, en el bando nacional. A ellas se sumó el antiguo empresario microbusero Demetrio Marinakis, propietario de una de las empresas más antiguas del transporte público de Santiago, Ovalle Negrete.
El 27 de diciembre de 2017, se dio inicio al proceso de presentación de ofertas técnicas y económicas para las nuevas unidades que conformarían el nuevo Transantiago a partir de octubre de 2018. En la oportunidad, se presentaron 7 empresas, las cuales fueron la británica Tower Transit, las chilenas Metbus y
Buses Vule, que pretenden aumentar su cobertura en el sistema, el consorcio compuesto por Turbus y ALSA, llamado Nextbus, el grupo brasileño Duarte y los actuales operadores STP Santiago y Redbus Urbano que buscan renovar sus contratos.
Sin embargo, el Grupo Duarte, a través del consorcio Carmo Sion, quedó descalificado del proceso por no presentar la documentación requerida y las garantías exigidas. Su oferta estaba centrada en las unidades 4 y 8, quedando la última solo con la oferta de Redbus Urbano.
Hacia finales de enero de 2018, el Ministerio de Transportes y Telecomunicaciones debió suspender este proceso licitatorio. Esto ocurre por una ordenanza impartida por el Tribunal de Defensa de la Libre Competencia (TDLC) debido a un recurso interpuesto por la empresa Transanber. El Consejo de Defensa del Estado (CDE) se hizo parte de esta acción legal defendiendo el actuar del ministerio del ramo, acusando interés por obtener beneficios económicos de parte del representante de la empresa Transanber.
El 20 de marzo de 2018, la entonces ministra de Transportes y Telecomunicaciones Gloria Hutt decidió declarar desierta la licitación de vías. En la instancia declaró que el proceso no estaba enfocado en los usuarios y la calidad del servicio. Paralelo a esto anunció que iniciaría un nuevo proceso, el cual recogerá inquietudes de los usuarios y del TDLC, rescatando algunos aspectos del fallido proceso.

#### Licitación de 2019 y cambio de esquema

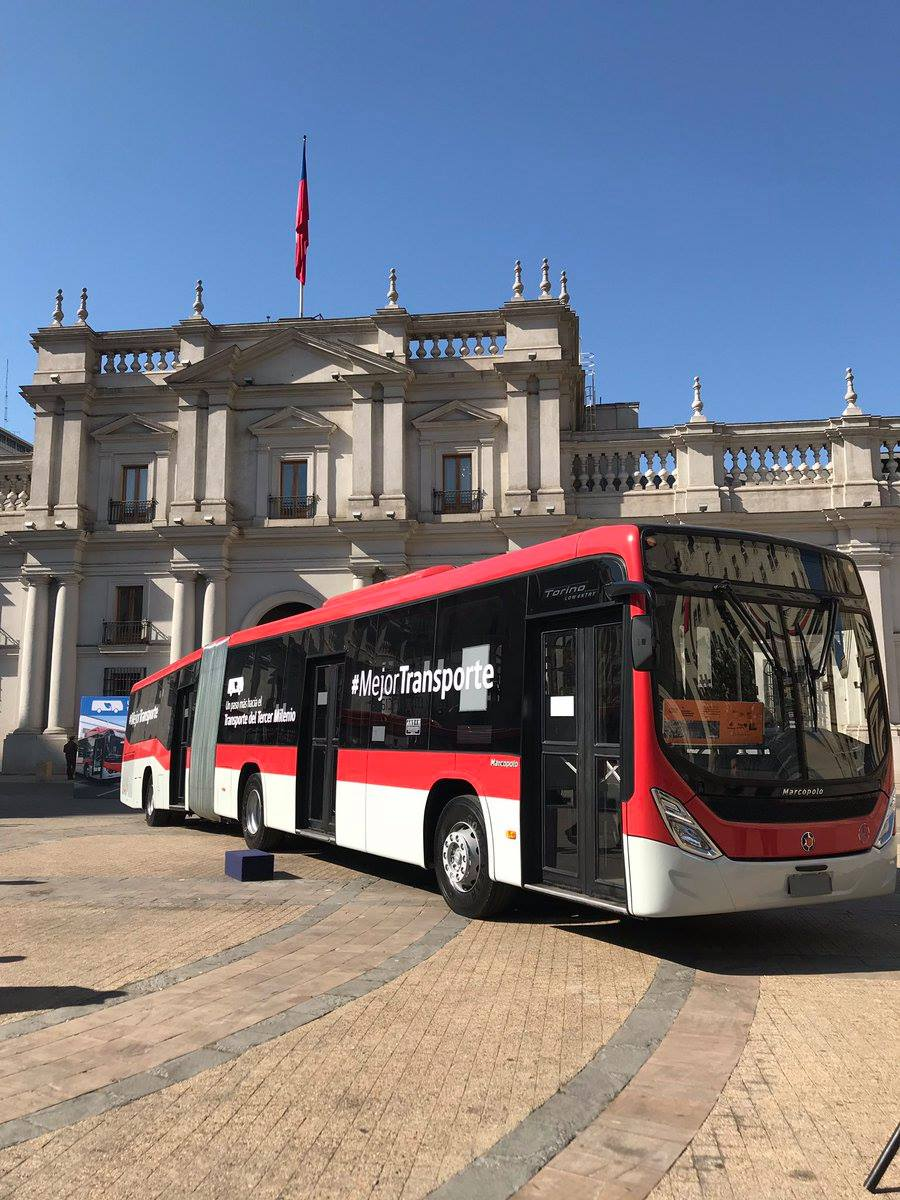
Presentación de buses que ingresaron al sistema en diciembre de 2018.

En vista que el proceso licitatorio de 2017 fue declarado desierto, el ministerio del ramo decidió abrir un nuevo proceso. Comenzó con la publicación de los contenidos esenciales en septiembre de 2018.
Esta nueva licitación dividió la operación de los buses de la adquisición de los mismos. Para ello se licitaron proveedores de flota, quienes son los encargados de la compra y mantenimiento de los mismos. Por otra parte se concesionaron los recorridos a operadores, los cuales solo se encargarían de la operación de los diferentes recorridos. Asimismo se estableció el cambio en la características técnicas de los buses, los cuales debían contar con tecnología Euro VI o eléctrica, aire acondicionado, Wi-Fi y conexión USB, además del cambio en el esquema de pintura.
El 12 de marzo de 2019 se anunció el cambio de nombre del sistema. Con esto Transantiago pasó a denominarse «Red Metropolitana de Movilidad» (haciendo énfasis especialmente en la palabra «Red»), haciendo referencia al esquema de red de servicios de transporte. Con esto los nuevos buses del sistema pasaron a portar el esquema de color rojo con blanco.
El 20 de noviembre de 2019 el ministerio del ramo inició el proceso de licitación de los proveedores de buses. En enero de 2020 este fue suspendido temporalmente por ajuste en las bases de licitación. En mayo del mismo año se reanudó el proceso tras la el visto bueno de la Contraloría General de la República (CGR). Con esto se esperaba la renovación de cerca de 2000 buses que ya habían cumplido su vida útil junto con abrir el concurso en septiembre de 2020.
Durante este proceso el Ministerio de Transportes y Telecomunicaciones recibió 23 ofertas para los lotes de buses a adjudicar, siendo estos diésel o eléctricos. En diciembre de 2020 se dio a conocer el resultado de la licitación de los proveedores de flota y los posibles adjudicatarios. Finalmente, el 21 de julio de 2021 el Ministerio de Transportes informó de la firma de los contratos de provisión de flota. En la ocasión, además, se dieron a conocer a los adjudicatarios de la licitación respectiva. Estos son Mercedes-Benz, Volvo y Scania para los vehículos diésel, mientras que BYD y Foton lo hicieron para los eléctricos.
En la misma línea, el 15 de diciembre de 2020 se dio inicio al proceso de licitación de los operadores de los servicios. Esto tras la aprobación de las bases por parte de la Contraloría General de la República de Chile. En este proceso se licitarían los servicios de las unidades de negocio 4, 6 y 7 dando origen a las unidades de servicios 1, 2, 3, 4, 5 y 6. Se esperaba que para mediados de 2021 el proceso estuviese totalmente terminado. En agosto de 2021 se dio inicio a la fase final de este proceso para la operación de los diferentes recorridos. El 20 del mismo mes se dieron a conocer a las empresas que postularon a las 6 unidades de servicios en disputa. En la instancia se recibieron ofertas por parte de los actuales operadores Redbus Urbano y STP Santiago y de nuevas empresas interesadas Nextbus, Ascendal y Consorcio Metropol. El 6 de octubre de 2021 se dieron a conocer a las empresas que se adjudicaron los recorridos y unidades en disputa. En la instancia se informó que solo habría una nueva empresa, Consorcio Metropol, mientras que STP Santiago y Redbus Urbano se mantendrían en el sistema. Asimismo se renovarán cerca de 1700 buses, de los cuales alrededor de 1000 corresponderán a vehículos eléctricos.
El 7 de febrero de 2022 la Contraloría General de la República tomó razón del proceso licitatorio, dando luz verde a la firma de los respectivos contratos. Estos fluctuarán entre cinco y siete años, dependiendo del porcentaje de buses eléctricos de la flota, prorrogables por el mismo período de tiempo en caso de cumplir con los estándares de calidad establecidos.
El 2 de marzo de 2022 el Ministerio de transporte, de la mano de la ministra Gloria Hutt, firmó los contratos de concesión de con las empresas adjudicatarias. Con esto se da por finalizado el proceso de licitación, en donde se espera que las nuevas unidades comiencen a operar a inicios de 2023. Además se informó de la adquisición de los nuevos buses, los cuales serán proveídos por los suministradores de flota, los que llegarían alrededor de diciembre de 2022.

#### Licitación de 2023
El 15 de diciembre de 2023 se anunció un nuevo proceso de licitación que incluiría a 121 servicios, 23 terminales y 2200 buses. Lo anterior tras la aprobación de las bases de licitación por parte de la Contraloría General de la República. El proceso culminaría el segundo semestre de 2024. El 20 del mismo mes se publicó en el Diario Oficial el llamado a licitación, el cual inició con la venta de las bases.
En enero de 2024 comenzó la venta de las bases de licitación, la cual, según autoridades del ramo, cerró con récord de interesados. Asimismo, se informó que esta traería la incorporación de 1200 buses eléctricos nuevos. A fines de julio de 2024 se presentaron la ofertas, las cuales alcanzaron un total de 86 provenientes de 9 empresas. En dicha instancia se informó que la licitación corresponde al 30 % de los servicios del sistema agrupados en 5 unidades de operación. Dentro de las empresas postulantes se contaban Voy Santiago, STP Santiago, Inversiones Gran Américas, Transdev Chile, Buses Vule, Metbus, Consorcio Conecta e Inversiones Fanalca Chile.
El 23 de septiembre de 2024 se dieron a conocer los resultados de la licitación. En ella se indicó a los adjudicatarios a las unidades de servicios en disputa. Las empresas adjudicatarias fueron Voy Santiago, Consorcio Conecta y Empresa de Inversiones Gran Américas. El 23 de diciembre del mismo año firmaron los contratos de operación con las empresas operadoras.[cita requerida] Se espera que las empresas comiencen con la operación de los servicios durante 2025.

#### Licitación de 2025
El 5 de diciembre de 2024 el Ministerio de Transporte y Telecomunicaciones anunció un nuevo proceso de licitación que corresponde al 15 % de los recorridos de buses. Lo anterior tras la publicación de los contenidos esenciales, siendo esta la tercera licitación desde 2019.
El 11 de julio de 2025 se publicó el llamado a licitación. Se espera que este proceso esté totalmente finalizado el primer trimestre de 2026.

### Estallido social
En el marco de las manifestaciones acontecidas en el país algunos buses resultaron vandalizados. Asimismo el servicio se vio afectado, siendo totalmente suspendido durante algunas jornadas. Dicha suspensión de los servicios, incluido el Metro de Santiago y Metrotren Nos —actual Tren Nos-Estación Central—, se debió principalmente por no contar con las garantías mínimas de seguridad. Lo anterior debido a la gran cantidad de barricadas en las distintas arterias viales de la ciudad. A ello se sumó la instauración de un toque de queda durante las primeras semanas. Estos actos conllevaron a que los recorridos de buses, así como los del Metro de Santiago y Metrotren Nos, operaran solo durante la jornada diurna. Es así que su funcionamiento quedó establecido hasta las 20:00, a excepción de la paralización por orden de la autoridad.
Desde el comienzo de las protestas, un total de 74 buses resultaron totalmente incendiados. Estos se contabilizaban principalmente en las comunas de la periferia de la ciudad. Asimismo gran parte de la flota sufrió daños de diversa consideración. Además se informó de diferentes daños en estaciones y trenes del Metro de Santiago, siendo algunas de ellas incendiadas.
El hecho más grave ocurrió el 19 de octubre de 2019 cuando un total de 6 buses sufrieron ataques incendiarios en la Plaza Baquedano. Tras este hecho el servicio fue totalmente suspendido en dicha jornada. En este escenario incluso se acusó de montaje por ser, aparentemente, buses dados de baja, lo cual fue finalmente descartado.

### Pandemia de COVID-19

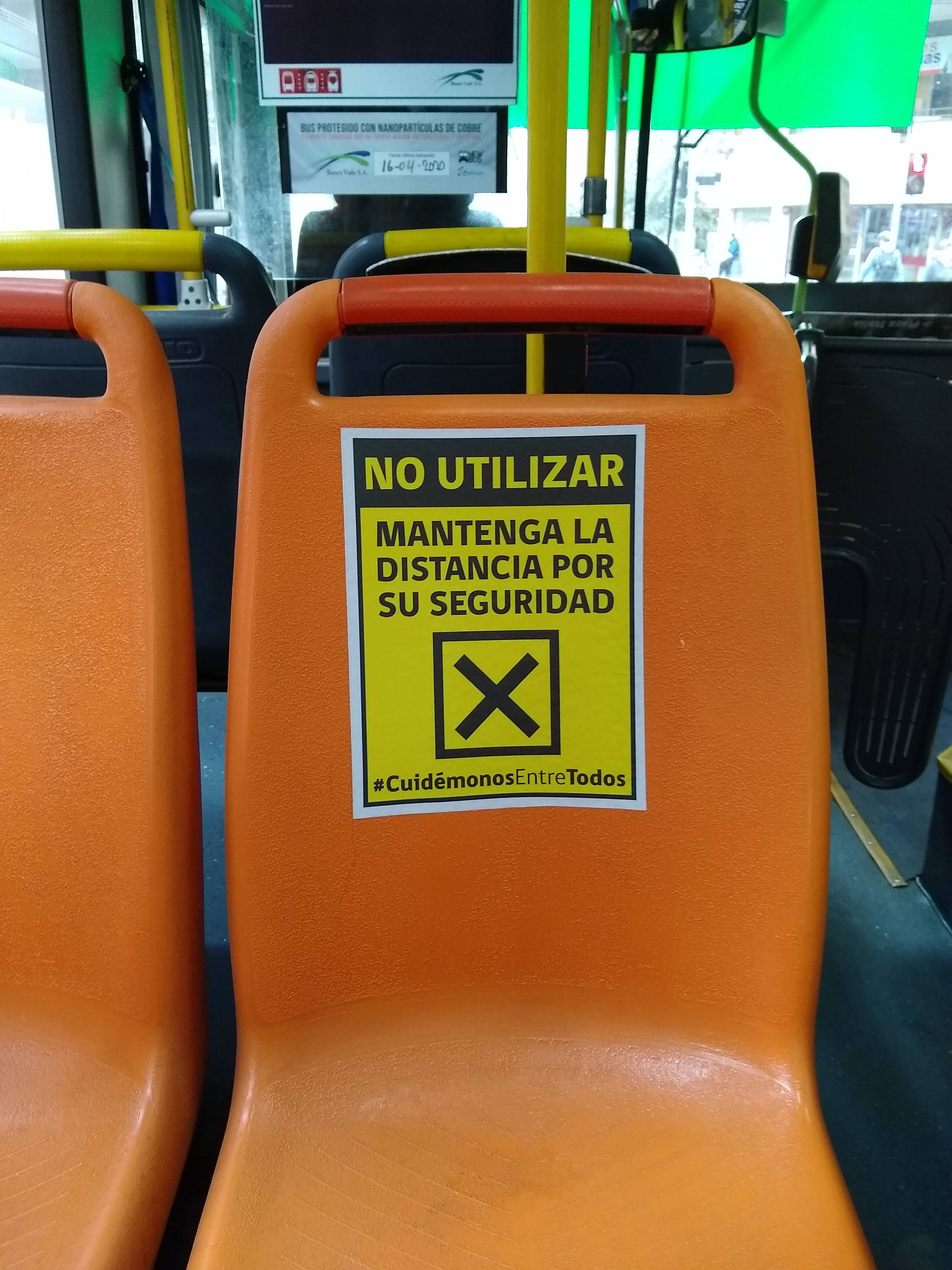
Mensaje en asientos de los buses

Tras la declaración mundial de pandemia de COVID-19, por parte de la OMS, en Chile fue declarado un estado de excepción constitucional desde el 18 de marzo de 2020. Junto a lo anterior, el 22 del mismo mes se instauró un toque de queda a nivel nacional desde las 22:00 y hasta las 5:00 horas. Con esta medida los diferentes recorridos de buses, así como el Metro de Santiago y el Tren Nos-Estación Central, vieron reducido su horario de operación. Los servicios de buses nocturnos dejaron de operar, mientras que los restantes mantenían la operación hasta el inicio del toque de queda. Originalmente su horario de funcionamiento se estableció entre las 6:30 y 20:00 horas dependiendo del servicio. A medida que el horario de inicio del toque de queda se fue acortando los recorridos del sistema también fueron ajustando sus horarios.
Asimismo se implementaron diversas medidas sanitarias para el traslado de los pasajeros. Estas consisten en uso obligatorio de mascarillas y sanitizado de buses y trenes. Además, se instauró que la subida de pasajeros a los buses sería por las puertas traseras, evitando así el contacto con el conductor, junto a recomendaciones para mantener la distancia. También se informó de una baja de la cantidad de buses disponibles ante la caída de pasajeros debido a las cuarentenas.
El 1 de septiembre de 2021, el Metro de Santiago y el Tren Nos-Estación Central retomaron sus horarios normales de operación. Lo anterior se debió al cambio en la hora inicio del toque de queda. No obstante, los recorridos de buses solo extendieron su operación hasta el inicio del mismo. Finalmente, el 1 de octubre de 2021, y tras el fin del estado de excepción y el toque de queda, los servicios de buses volvieron a sus horarios habituales de operación. Con esto se reinstauró la operación nocturna de los mismos.

## Detalles del proyecto

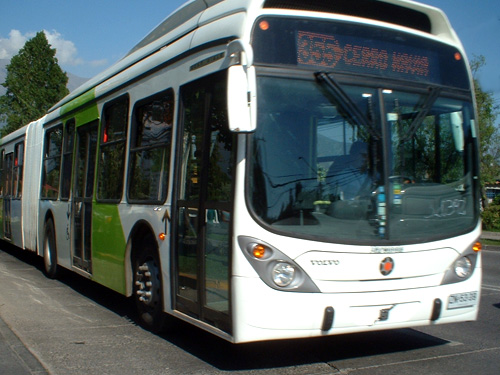
Recorrido 355 Cerro Navia - La Florida, correspondiente al antiguo sistema siendo operado por Inversiones Alsacia.

El principal cambio establecido por Transantiago en sus comienzos fue una reforma completa a la malla de recorridos que atravesaban la ciudad de Santiago. A diferencia del sistema anterior, en que existían 279 
recorridos normales y 23 ex-Metrobus que circulaban por las diferentes calles de Santiago realizando grandes viajes, los nuevos recorridos estaban diferenciados en "locales" y "troncales" con el fin de optimizar los viajes. Estos estaban distribuidos en 10 zonas alimentadoras (desde la A hasta la J) y 5 troncales. Cada una de estas unidades debía ser operada por empresas diferentes, lo que daba un total de 14 empresas operadoras.
Las zonas en que se dividió la ciudad de Santiago inicialmente fueron las siguientes:
| \| A \| Santiago \| \| B \| Conchalí, Huechuraba, Independencia, Quilicura, Recoleta, Renca \| \| C \| Las Condes, Lo Barnechea, Providencia, Vitacura \| \| D \| La Reina, Macul, Ñuñoa, Peñalolén \| \| E \| La Florida, La Granja \| \| F \| Puente Alto \| \| G \| El Bosque, La Cisterna, La Pintana, San Bernardo, San Ramón \| \| H \| Lo Espejo, Pedro Aguirre Cerda, San Joaquín, San Miguel \| \| I \| Cerrillos, Estación Central, Maipú \| \| J \| Cerro Navia, Lo Prado, Pudahuel, Quinta Normal \| |                                                                 |
| A | Santiago                                                        |
| B | Conchalí, Huechuraba, Independencia, Quilicura, Recoleta, Renca |
| C | Las Condes, Lo Barnechea, Providencia, Vitacura                 |
| D | La Reina, Macul, Ñuñoa, Peñalolén                               |
| E | La Florida, La Granja                                           |
| F | Puente Alto                                                     |
| G | El Bosque, La Cisterna, La Pintana, San Bernardo, San Ramón     |
| H | Lo Espejo, Pedro Aguirre Cerda, San Joaquín, San Miguel         |
| I | Cerrillos, Estación Central, Maipú                              |
| J | Cerro Navia, Lo Prado, Pudahuel, Quinta Normal                  |

En el diseño original del plan se pensó en que los pasajeros deberían realizar diversos transbordos, combinando los servicios locales y troncales. De esta forma se reduciría el número de microbuses que recorrían las principales calles de la capital. Así, en las grandes avenidas solo existirían algunos buses troncales con alta frecuencia. Ejemplo de ello es la Alameda, la principal avenida del capital. En la siguiente tabla se presentan la cantidad de recorridos que pasaban antes del sistema por la intersección de dicha avenida con el Paseo Ahumada, en pleno centro de la ciudad. Además se realiza una comparación con los servicios que circulan desde que comenzó el plan:
| Micros amarillas | Red Metropolitana de Movilidad |
| --- | --- |
| 210, 211, 212, 214, 216, 217, 218, 224, 227, 228, 230, 231, 232, 233, 234, 235, 236, 237, 238, 239, 240, 241, 244, 245, 333, 335, 337, 338, 340, 341, 342, 343, 344, 345, 346, 349, 351, 352, 353, 354, 355, 357, 358, 359, 361, 362, 364, 366, 367, 370, 371, 372, 373, 374, 376, 378, 379, 380, 382, 385, 386, 390, 392, 393, 395, 396, 399, 403, 404, 405, 406, 407, 419, 428, 429, 430, 431, 432, 433. | 106, 109n, 125, 210, 210e, 210v, 226, 302n, 303, 314, 315e, 345, 346n, 401, 403, 404, 405, 406, 407, 412, 418, 419, 421, 422, 423, 424, 426, 432n, 445c, 481, 513, 516, 518, 519, 541n, F30n, I08n, I09, I09e, I10n, I14n |

En junio de 2012, el esquema de servicios locales y troncales fue disuelto. El requerimiento de tener cada zona con distintas empresas fue eliminado y se fomentó la articulación entre estos recorridos, con el fin de proveer un mejor servicio a los pasajeros al reducir los transbordos. A partir de ese momento se generaron 7 unidades de negocio, cada una asignada a una empresa concesionaria que incluía tanto los servicios troncales como los locales, instancia en la cual todos pasaron a ser solo servicios Transantiago.
En dicha instancia los buses fueron pintados según la unidad de negocio que se adjudicó cada empresa, la cual se identifica por un color en específico. De esta manera, el color de los buses no representaba la zona que cubrían como lo estipulaba el sistema en un principio y que permaneció hasta junio de 2012 (véase Empresas operadoras). Sin embargo, con el cambio de nombre del sistema los buses paulatinamente comenzaron a portar el nuevo esquema de color rojo y blanco. Con esto dejarán de diferenciarse por empresas.

### Estructura de recorridos

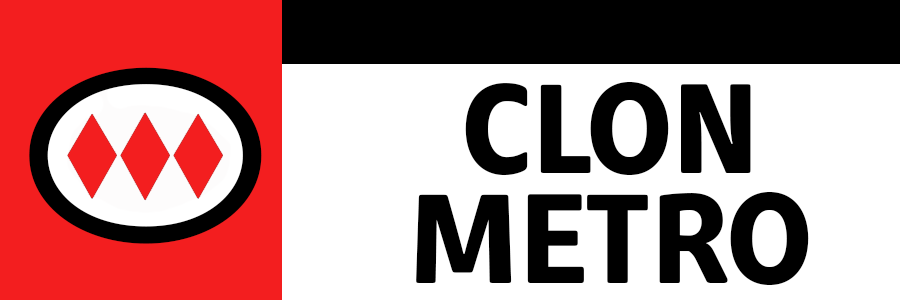
Letrero que indicaba que el bus realiza un recorrido clon de Metro.

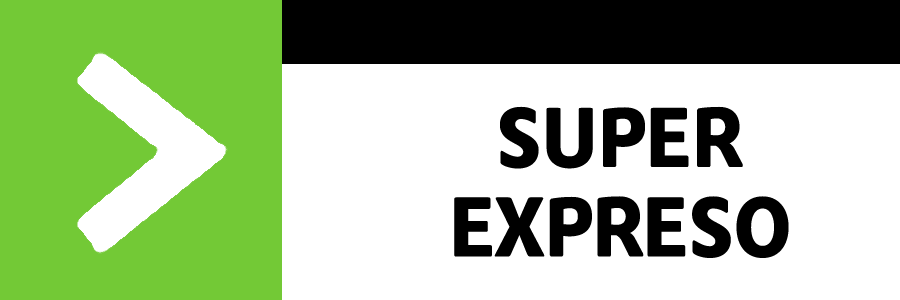
Letrero que indicaba que el recorrido correspondía a un Súper Expreso.

En un comienzo, febrero de 2007, los recorridos se diferenciaban en:
- Recorridos locales: También denominados como alimentadores, correspondieron a líneas de buses que realizaban principalmente sus viajes en zonas específicas de la ciudad. Para tal efecto, Santiago fue dividido en diez zonas locales que agruparían algunas comunas de la ciudad siguiendo criterios geográficos. Cada zona fue identificada con una letra y un color, los que servían para caracterizar a los buses alimentadores. Cada uno estaba pintado con el color correspondiente a su zona y una franja diagonal blanca en el centro. Los recorridos fueron denominados por un código compuesto por la letra de su zona seguida por dos cifras, ejemplos B01, C01, D01, E01, F01, G01, H01, I01 y J01. Aunque originalmente los buses de cada zona local no podían ingresar a otra zona local, esto fue flexibilizado con el transcurso del tiempo, en donde varios recorridos penetraron en la Zona A, que carecía de una flota propia de recorridos locales.
- Recorridos troncales: Eran recorridos que realizaban grandes viajes, conectando una zona local con otra. Dentro de los servicios troncales se encontraba el Metro de Santiago. Sus buses eran de color blanco y una franja diagonal verde claro en el centro. Sus viajes se caracterizaban por usar las grandes avenidas de la ciudad. Incluso algunos servicios ocupaban las autopistas urbanas, basándose en criterios geográficos para sus trazados. En este caso cada recorrido estaba compuesto de un código de tres dígitos en donde el primero indicaba el número de unidad troncal, ejemplos 101, 201, 301, 401 y 501.
- Clon Metro: Denominación que recibían ciertos recorridos troncales del sistema. Con la entrada en marcha de Transantiago, el Metro de Santiago había aumentado su demanda hasta los 2,4 millones de pasajeros diarios, generando grandes aglomeraciones y hacinamiento, llegando incluso a los 7 pasajeros por metro cuadrado en horas punta, por lo que en marzo de 2007 se decidió implantar estos nuevos recorridos con el fin de descongestionar el ferrocarril metropolitano.[134] El recorrido de estos "buses clon" era casi paralelo al del metro y sus puntos de detención eran las propias estaciones del tren subterráneo, lo que los convertía en servicios expresos. Algunos solo funcionaban en horas punta, mientras que otros durante toda la jornada activa. Originalmente correspondían a los servicios 112e, 213e, 214e y 412e, pero con el pasar del tiempo también fueron considerados como "Bus Clon" los recorridos paralelos a Metro de Santiago en cualquiera de sus líneas, aun cuando no solo se detengan en las paradas cercanas a las estaciones. Esta consideración se estableció para incentivar el uso de buses del Transantiago por sobre el ferrocarril metropolitano y así equilibrar la afluencia de público y evitar atochamientos. Con el paso del tiempo todos los servicios de buses Clon Metro fueron convertidos a servicios corrientes haciendo que dicha denominación desapareciera, en forma práctica, del sistema.
- Súper expreso: Denominación que recibían algunos recorridos troncales del sistema, los cuales se caracterizaban por poseer pocas detenciones en su trayecto.[135] Estaban pensados para disminuir el tiempo de viaje de los usuarios, puesto que su trazado estaba compuesto principalmente por autopistas urbanas. En ellos solo se permitía el ingreso y/o descenso de pasajeros en los puntos de inicio y término del recorrido, incluyendo puntos de interés relevante en su trayecto. Originalmente eran operados por buses interurbanos de diferentes empresas.

Desde junio de 2012 los servicios de buses se clasifican de la siguiente manera:
- Servicios normales (XXX): Recorren las diferentes arterias de la ciudad deteniéndose en todos los paraderos del trayecto. Corresponden a la gran mayoría de los servicios de buses que circulan preferentemente entre las 5:30 y las 0:30 h. Están conformados por tres dígitos o letras, como los recorridos 101, 205, 385, 435, 505, B32, C06, D14, E11, F03, G15, H12, I24, J01, entre otros.
- Servicios cortos (XXXc): Derivan de recorridos normales, para ello realizan solo una parte del recorrido para reforzar el tramo en los horarios de mayor demanda. Operan preferentemente de lunes a viernes en dichos horarios, aunque en algunos casos lo hacen durante todo el día. Están conformados por tres dígitos o letras seguidos de una c, como los recorridos 113c, 207c, 301c, 406c, 502c, B12c, C02c, D03c, E15c, F13c, G01c, I04c, J01c, entre otros.
- Servicios expresos (XXXe): Recorren, en general, la misma ruta que su variante normal, pero se detienen solo en algunos paraderos. Algunos utilizan las autopistas urbanas en lugar de avenidas tradicionales como su variante normal. Operan preferentemente de lunes a viernes en horarios de mayor demanda, aunque en algunos casos operan durante todo el día. Entre ellos, están los recorridos Súper Expresos. Suelen mantener la denominación de su variante normal, seguidos de una e; ejemplo de ello son los servicios 113e, 217e, 315e, 420e, 506e, B18e, C10e, F25e, I04e y J07e.
- Servicios variantes (XXXv): Al igual que los anteriores, derivan de servicios normales. Comparten el mismo punto de inicio y/o término, pero realizan rutas distintas para llegar a su destino, en relación con el servicio del que derivan. Están conformados por tres dígitos o letras seguidos de una v. Algunos ejemplos son los recorridos 210v, 506v, D17v y G08v.
- Servicios nocturnos (XXXn): Derivan de servicios normales y operan principalmente entre las 0:00 y las 5:30 h. Estos servicios tienen una frecuencia de viaje mucho menor al resto del día, alcanzando entre 15 y 30 minutos. Solo funcionan durante la noche. Algunos ejemplos son los recorridos: 109n, 203n, 346n, 541n, B02n, F30n e I10n. En algunos casos estos servicios realizan una ruta distinta del servicio base (servicio normal del que originan) pasando solo por las vías más relevantes o incluso haciendo una fusión más directa de 2 servicios normales del tipo 24 horas eliminando estos en horario nocturno conservando el recorrido principal de ambos.
- Servicios especiales (XXXx): Operan en situaciones puntuales, como por ejemplo, festividades de fin de año, conciertos, partidos de fútbol, entre otros. Suelen tener una alta frecuencia en el momento y horario de circulación preestablecidos. Los recorridos, que suelen llevar una x al final de su denominación, suelen ser anunciados previo a los eventos en cuestión. Algunos ejemplos son 201x, 103x, J05x, 503x, 506x, 507x
- Servicios inyectados (XXXy): Es una denominación interna del sistema, correspondiente a buses que se incluyen al recorrido en un punto diferente al de inicio. Esto ocurre durante los horarios punta como forma de aumentar la frecuencia de servicios. Internamente, son conocidos con una letra y al final de la sigla, por ejemplo, 130y, 528cy, pero ante el usuario mantienen la misma numeración de su variante normal.
- Servicios 24 horas: Son recorridos que tienen continuidad de operación durante todo el día. Este tipo de servicio fue creado con la finalidad de mantener cobertura del sistema durante la noche y se diferencian de los recorridos nocturnos en que los últimos solo funcionan de noche, en algunos casos modificando la ruta del servicio, en que estos mantienen una operación continua del servicio sin realizar modificaciones a la ruta o cambiar de nomenclatura, es decir, no agregan la letra n característica del servicio nocturno. Algunos ejemplos son 107, 201, 301, 401, 513, F20, G08, J08, entre otros.
- Servicios con itinerario: Son recorridos que tienen un horario preestablecido de operación, teniendo horarios fijos de pasada por cada uno de los paraderos que componen el recorrido. Este tipo de servicio fue creado con la finalidad que los usuarios del sistema conozcan con certeza cuando, y a que hora, pasará el bus de su recorrido. Este tipo de servicio no discrimina entre servicios normales, cortos, expresos, nocturnos y/o variantes, estableciéndose en servicios estratégicos del sistema, y que en algunas ocasiones son de baja frecuencia para el usuario. Algunos ejemplos son 201, F03c, I04e, I08n, entre otros.[136]

### Metro

Mapa de la red del Metro de Santiago. Se incluye trazado del Tren Nos-Estación Central.

El Metro de Santiago forma parte del proyecto desde sus inicios. En primera instancia funcionando como un servicio Troncal del sistema. En la actualidad es el eje estructurante del sistema. Posee siete líneas en operación y 3 en proyecto anunciadas por los presidentes Michelle Bachelet (Línea 7) y Sebastián Piñera (líneas 8 y 9). Estas estarían en operaciones entre 2026 y 2027.
Uno de los mayores desafíos que enfrentó el Metro de Santiago con la entrada en funcionamiento del Transantiago, el 10 de febrero de 2007, fue el aumento en el número de pasajeros. De acuerdo a los cálculos de la empresa, el número aumentó al doble desde esa fecha, por lo que el ferrocarril trabajó varios meses antes con una fuerte campaña publicitaria y una importante inversión para evitar el colapso de la red debido a la explosión de la demanda que traería el nuevo sistema de transporte. Las principales medidas incluyeron mejoras en la infraestructura de acceso a las estaciones, la llegada de nuevos trenes, reasignación de estos entre las líneas y reacondicionamiento de coches.
Durante los primeros días de Transantiago, la gratuidad en el sistema de microbuses disminuyó la demanda del Metro, pero con el paso de los días, el número de usuarios aumentó a los niveles esperados, generando grandes aglomeraciones en varias estaciones (principalmente de combinación). La demanda alcanzó una ocupación del servicio de más de 2,4 millones de usuarios por día y de entre 5 y 5,5 pasajeros por metro cuadrado.
Para tratar de satisfacer la enorme demanda, el Metro decidió adelantar el inicio de su servicio a las 6:00 durante la mañana desde el 1 de marzo y el día 10 de marzo, la presidenta Michelle Bachelet anunció la extensión horaria de 22:30 a 23:00, con miras a la extensión definitiva hasta la medianoche. A ello se sumaron diversas medidas aplicadas durante el año como el establecimiento de servicios expresos en las Líneas 2, 4 y 5 durante las horas de mayor demanda, nuevos accesos en algunas estaciones y el aumento de la carrocería en la Línea 1.
Metro utiliza la siguiente información en las líneas 2, 4 y 5, correspondiente al servicio expreso:
- Ruta roja: Servicio de trenes que se detiene solo en estaciones establecidas según el color rojo. Opera preferentemente en horarios punta en ambas direcciones del recorrido.
- Ruta verde: Servicio de trenes, que al igual que el anterior, se detienen solo en estaciones establecidas según color verde. Opera preferentemente en horarios punta en ambas direcciones del recorrido.
- Estación Común: Estación en donde se detienen los trenes de ambas rutas (roja y verde). Opera preferentemente en horarios punta en ambas direcciones del recorrido.

### Tren Nos-Estación Central
Servicio de trenes inaugurado el 17 de marzo de 2017 cubriendo el área del sur de la ciudad de Santiago y conectándola con la estación de Metro Estación Central.
Tiene frecuencias cada 6 min en horario punta y cada 12 min en horario valle, conectando la estación Nos con la estación Alameda en tan solo 24 minutos. Posee detenciones en mesaninas subterráneas en Lo Valledor, Pedro Aguirre Cerda, Lo Espejo, Lo Blanco, Freire, San Bernardo, Maestranza, Cinco Pinos y Nos, y mesanina superficial en Alameda. Además es posible realizar combinación en San Bernardo con Tren Rancagua y Tren Chillán, en Lo Valledor con la Línea 6 del Metro de Santiago y en Estación Central con Tren Chillán, Tren Rancagua y la estación homónima de la línea 1 del Metro de Santiago. Está integrado a las tarifas del resto del sistema, esto es, los buses y el Metro.

### Sistema de pago y administración financiera
Con el fin de permitir el sistema de integración tarifaria, se diseñó un método de pago a través de una tarjeta inteligente denominada tarjeta bip!. La tarjeta bip! fue diseñada de forma similar a la antigua tarjeta Multivía, puesta en operación por Metro en 2003.
Como primer paso, el sistema tarifario a partir del 10 de febrero de 2007 consistiría de una tarifa plana que permitiría realizar hasta tres transbordos gratuitamente en un lapso de 90 minutos desde el primer pago, independientemente de si los transbordos son entre buses locales, troncales o Metro. El valor de la tarifa única sería de $380, a excepción de una costo adicional de $40 por utilizar el Metro en horario punta (7:00 a 9:00 y 18:00 a 20:00, de lunes a viernes). La tarifa estudiantil se mantendría en $130, mientras que los adultos mayores tendrían el mismo cobro, pero solo en el servicio de Metro fuera de los horarios punta. La tarifa plana permitiría que en los primeros meses, los usuarios tuvieran la posibilidad de probar las diferentes combinaciones sin un costo adicional y así poder determinar el recorrido más conveniente.
Dicho sistema permanecería hasta el mes de agosto de 2007, cuando se comenzaría a cobrar el sistema definitivo. La tarifa consistiría de dos tarifas básicas (local y troncal) a la cual se le sumarían tarifas de combinación. Así, se cobraría una tarifa por andar en servicios locales y otra por andar en troncales y Metro (algo más cara que la anterior), realizando combinaciones gratis únicamente dentro del mismo rango tarifario. En caso de hacer transbordo entre un servicio local y uno troncal o viceversa, se aplicaría un cargo de transbordo, ostensiblemente menor que el cobro de un servicio local o troncal completo. En el caso de los escolares, la tarifa se mantendría en un 33 % de la tarifa adulta.

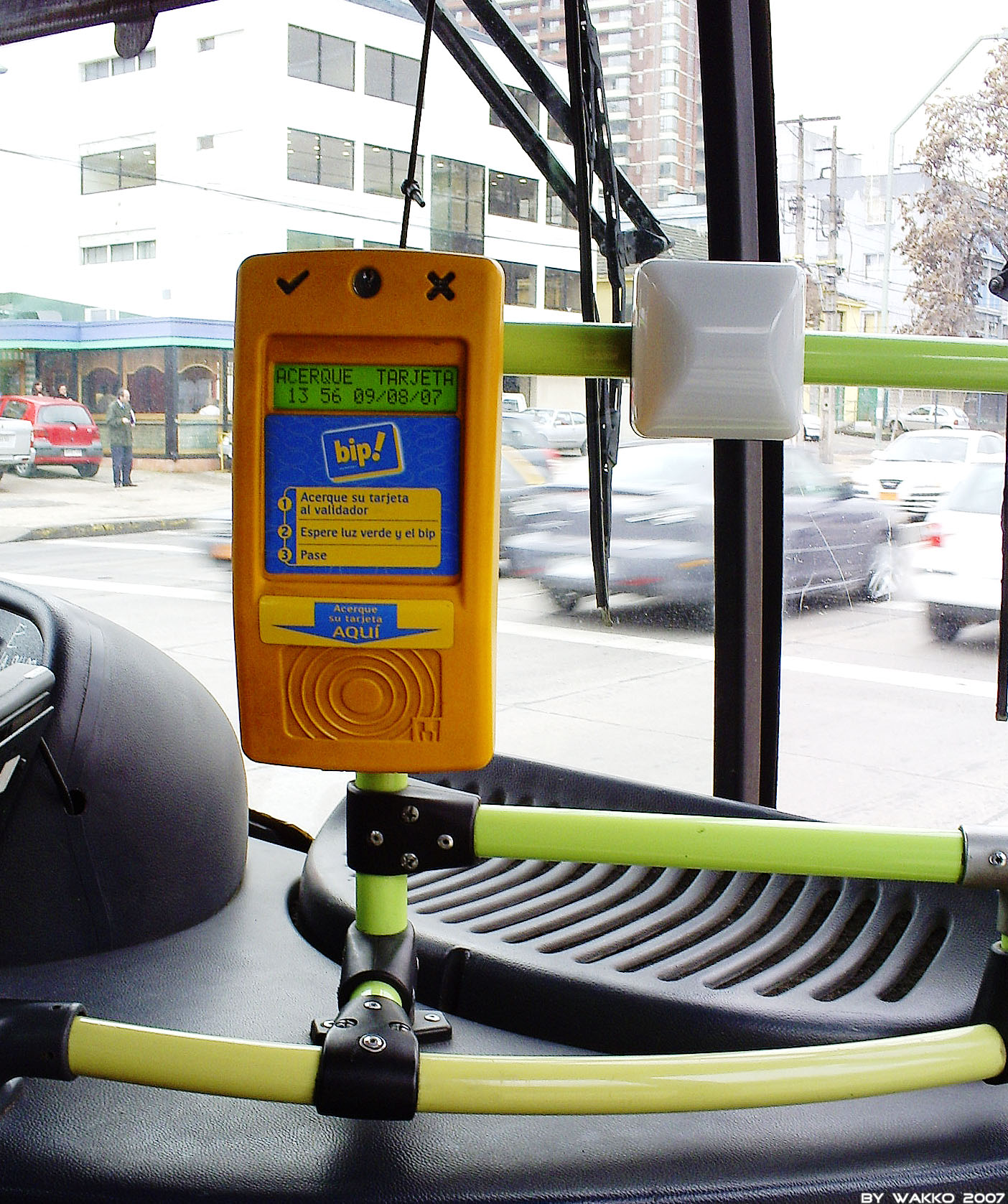
Antiguo validador de Transantiago.

Los usuarios del sistema deben validar cada vez que abordan alguno de los buses o acceden a los andenes del Metro de Santiago o Tren Nos-Estación Central. Para ello, cada tarjeta debe ser acercada a los validadores localizados en la puerta principal del vehículo, en los torniquetes de Metro y Metrotren o en la entrada de las zonas pagas ubicadas en las principales estaciones de transbordo. Al realizar dicha acción, el validador determina si el pasajero puede acceder o no al servicio. Si lo hace, el validador genera una luz verde descontando automáticamente del saldo el costo del viaje; de lo contrario, se emitirá una luz roja. A la vez, el validador emite sonidos característicos de acuerdo al resultado de la operación, de donde proviene el nombre de la tarjeta.
La tarjeta bip! es una tarjeta inteligente sin contacto, del tipo Mifare, que debe ser cargada con dinero previo a su uso. Existen diversos métodos de carga de la tarjeta: puede ser cargada en todas las boleterías en las estaciones de Metro, y en los centros y puntos bip! ubicados en toda la ciudad, y se espera la implementación de servicios remotos a través de internet o llamadas telefónicas. Existen diversos tipos de tarjetas bip!. La tarjeta más usada es la tarjeta bip! al portador, que comenzó a ser repartida gratuitamente entre el 1 de enero y el 17 de febrero de 2007 (aunque se exigía una carga mínima de $1000 (menos de US$2); desde esa última fecha, la tarjeta tiene un costo de $1550 más una carga mínima de $750. Antes del inicio oficial de Transantiago, había unos 5 millones de tarjetas bip! en circulación. Los pases escolares también tienen la tecnología bip! y, tras ser habilitadas, realizan los cobros de acuerdo a las tarifas especiales de estudiantes. Además, la antigua tarjeta Multivía del Metro también podía ser utilizada como bip!, al igual que diversas tarjetas bancarias.
Los problemas de implementación de Transantiago provocaron cambios en el sistema tarifario, en la malla de recorrido y en la infraestructura. El sistema de tarifa plana aumentó el plazo de 90 a 120 minutos y el sistema tarifario definitivo no se implementó.
La operación de la tarjeta bip! es realizada por el Administrador Financiero de Transantiago (AFT), que es el encargado de distribuirla, proveer una red de recarga, administrar los fondos y realizar los pagos a los diferentes operadores, de acuerdo a las reglas de pago establecidas en los contratos. Además, está encargado de la provisión y mantención del equipamiento tecnológico en los buses. El AFT fue adjudicado en licitación al grupo formado por los bancos Banco Santander Santiago, Banco de Crédito e Inversiones, BancoEstado y Banco de Chile, además de la gestora informática chilena Sonda, y la administradora de créditos CMR Falabella. Debido a los malos resultados económicos durante el periodo 2007-2013, a contar del 1 de enero de 2014, Metro S.A. se hace cargo del control administrativo y logístico del AFT.

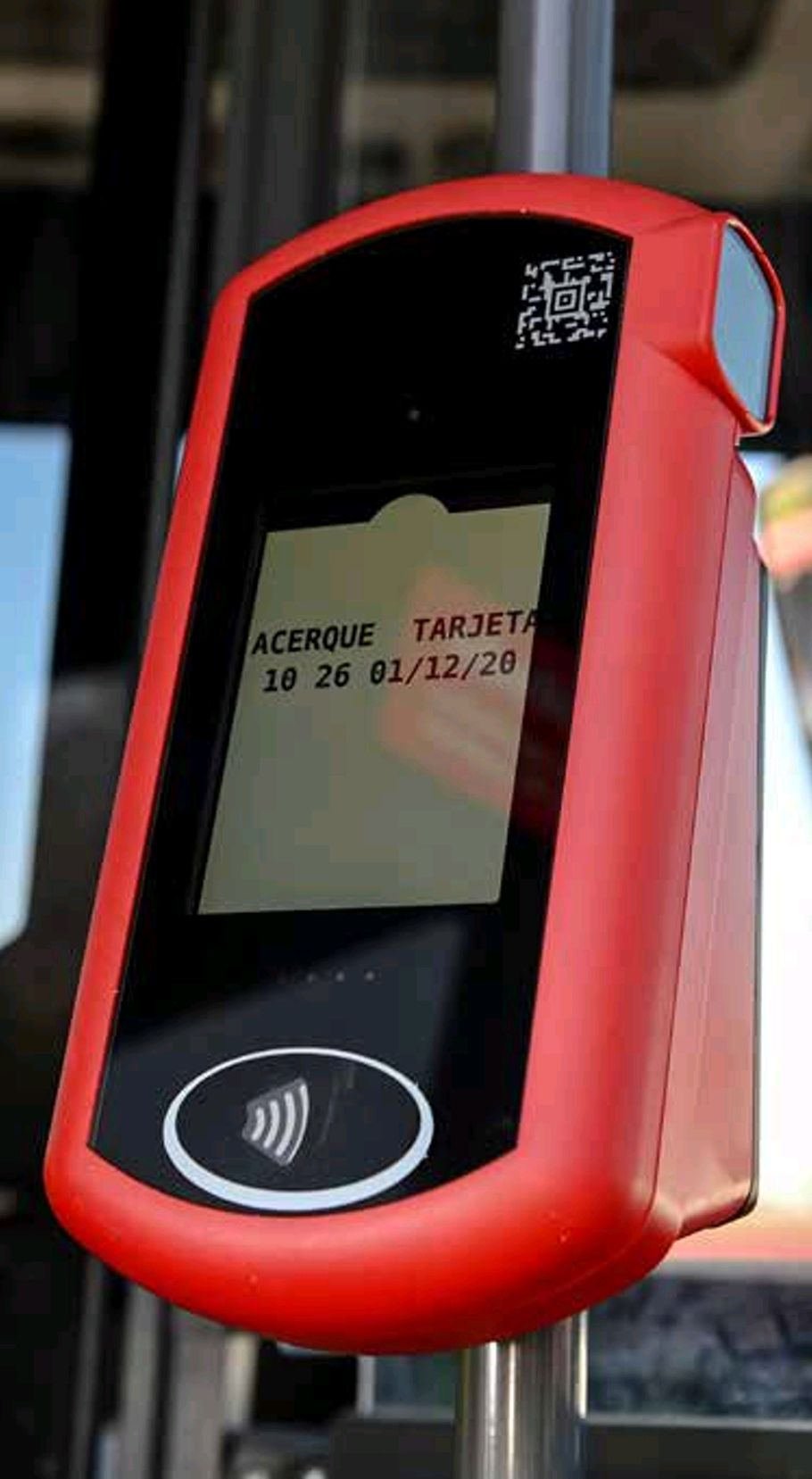
Actual validador del sistema Red, con soporte de pago a través de código QR.

El 24 de enero de 2022 se dio inicio a la marcha blanca del pago del pasaje a través de un código QR, denominado «pasaje QR». Esto se haría mediante una cuenta digital denominada «bip!QR». También se anunció de la recarga automática para la tarjeta bip! Asimismo se informó que los clientes de BancoEstado, a través su aplicación móvil, podrían hacer uso del pasaje QR. Esto debido a que la app tiene la capacidad de generar el respectivo código. Este sistema está disponible solo para la tarifa general (adulto), excluyendo por el momento a las demás tarifas vigentes.

#### Tarifa integrada
Uno de los cambios más importantes dentro de Transantiago fue la introducción de un esquema de tarifa integrada entre los buses y Metro. Como uno de los pilares de la malla de recorridos era el transbordo entre los distintos medios, era necesario el establecimiento de un sistema que permitiera la realización de estos sin generar un alto impacto en la tarifa.
El valor de la tarifa, por otro lado, se reajusta periódicamente. Esto se realiza fundamentalmente en función de los cambios que se produzcan en los precios de los principales insumos de los operadores. La forma en que se calculan los reajustes tarifarios están establecidas en los contratos de operación, por lo que las tarifas no pueden ser modificadas arbitrariamente ni por la autoridad ni por los operadores.
El 1 de julio de 2020 se implementó la tarifa de adulto mayor, equivalente al 50 % de la tarifa de buses. Funciona con una tarjeta Bip! especial, denominada «Bip! Adulto Mayor». Se puede realizar un máximo de dos transbordos entre los diferentes servicios disponibles sin distinguir el tipo de tarifa. En Metro, además, existe una tarifa especial para adultos mayores que solo opera con la tarjeta adulto mayor (TAM), alcanzando los $250.[cita requerida]
El 9 de febrero de 2025 la tarifa se fijó en $770 para buses; en Metro y Tren Nos-Estación Central varía entre $710 en hora baja, $790 en hora valle y $870 en hora punta; estudiante llega a los $250 y adulto mayor $370.
| Bloques horarios                | Horario punta07:00-08:59 18:00-19:59 | Horario valle09:00-17:59 20:00-20:44 Sáb, dom y fest. | Horario bajo06:00-06:59 20:45-23:00 |
| ------------------------------- | ------------------------------------ | ----------------------------------------------------- | ----------------------------------- |
| Bus                             | CLP 770                              | CLP 770                                               | CLP 770                             |
| Metro/Tren Nos-Estación Central | CLP 870                              | CLP 790                                               | CLP 710                             |
| Bus + Metro                     | CLP 870                              | CLP 790                                               | CLP 770                             |
| Bus + Tren Nos-Estación Central | CLP 870                              | CLP 790                                               | CLP 770                             |
| Estudiante                      | CLP 250                              | CLP 250                                               | CLP 250                             |
| Adulto mayor (solo metro)       | CLP 250                              | CLP 250                                               | CLP 250                             |
| Adulto mayor (Bip!)             | CLP 370                              | CLP 370                                               | CLP 370                             |

### Sistema de información a usuarios
Otro componente del sistema es el denominado Sistema de Información al Usuario de Transantiago (SIAUT), el cual fue licitado y adjudicado un conglomerado el cual el mayor accionista es el consorcio indio Tata-Comicrom durante el primer semestre de 2006. Sus principales funciones son: entregar al público información del nuevo sistema tanto antes de su implementación como a lo largo de todo su funcionamiento, ofrecer atención a usuarios del sistema (como consultas y reclamos), entregar información de la ubicación de los buses a los operadores y coordinar contingencias con los organismos correspondientes.
La primera tarea del SIAUT comenzó en octubre de 2006, con la puesta en marcha de la campaña informativa "Transantiago informa", que buscaba informar a la ciudadanía de la correcta utilización del nuevo sistema, además de permitir que las personas conocieran los cambios que se producirían en febrero de 2007, cuando Transantiago comenzara a operar completamente. Para esto se colocaron oficinas de atención al público y oficinas móviles donde se entrega información, además de puntos de información en lugares de gran afluencia de público como centros comerciales y supermercados. También se habilitó una línea telefónica para consultas (800 730 073 desde red fija y 600 73 000 73 desde móviles), además de visitas a organizaciones sociales, colegios, universidades y empresas para informar del plan. Finalmente, una fuerte campaña publicitaria, cuyo rostro central era el exfutbolista Iván Zamorano, fue lanzada en todos los medios de comunicación masivos (televisión, radio y periódicos, entre otros).
Desde días previos al inicio de la puesta en marcha de Transantiago en febrero de 2007, cientos de monitores fueron instalados en paraderos para informar a los usuarios del sistema. Además, se distribuyó una guía informativa a todos los hogares de la Región Metropolitana de Santiago, estimándose cerca de 1,5 millones de mapas y 2,5 millones de volantes repartidos.

### Directorio de Transporte Público Metropolitano (DTPM)
Durante 2012, producto del rediseño del Sistema y la firma de nuevos contratos con los distintos prestadores de servicios, y con el fin de potenciar la calidad de servicio, se hace necesario modificar el rol de la Coordinación General de Transportes de Santiago, entregándole mayores responsabilidades y un rol más preponderante en el ámbito de la regulación, el control y la supervisión del Sistema.
Para el logro de estos desafíos y las metas propuestas se creó el Directorio de Transporte Público Metropolitano (DTPM) en reemplazo del «Comité de Ministros del Transporte Urbano de la Ciudad de Santiago». Las principales tareas de} Directorio, además de las ya existentes en el instructivo original, son las de analizar de forma integral el sistema de transporte y velar por la adecuada coordinación de los diferentes modos que participan en el transporte público de la ciudad de Santiago.
Sus principales labores son articular, coordinar y hacer seguimiento de las acciones, programas y medidas tendientes a gestionar el transporte público de la ciudad de Santiago derivadas de las acciones de diversos sectores públicos y privados responsables del plan capitalino.

### Manual de normas gráficas
Es el instrumento utilizado para indicar las señales visuales a los usuarios, tanto en buses como en la vía pública. En los primeros, se utiliza para indicar la placa patente única (PPU), empresa operadora, forma del itinerario electrónico y su disposición, entre otros. En el caso de la vía pública, esta define la forma de la señalética, el tipo de parada y la información relevante al sistema.

#### Itinerario electrónico

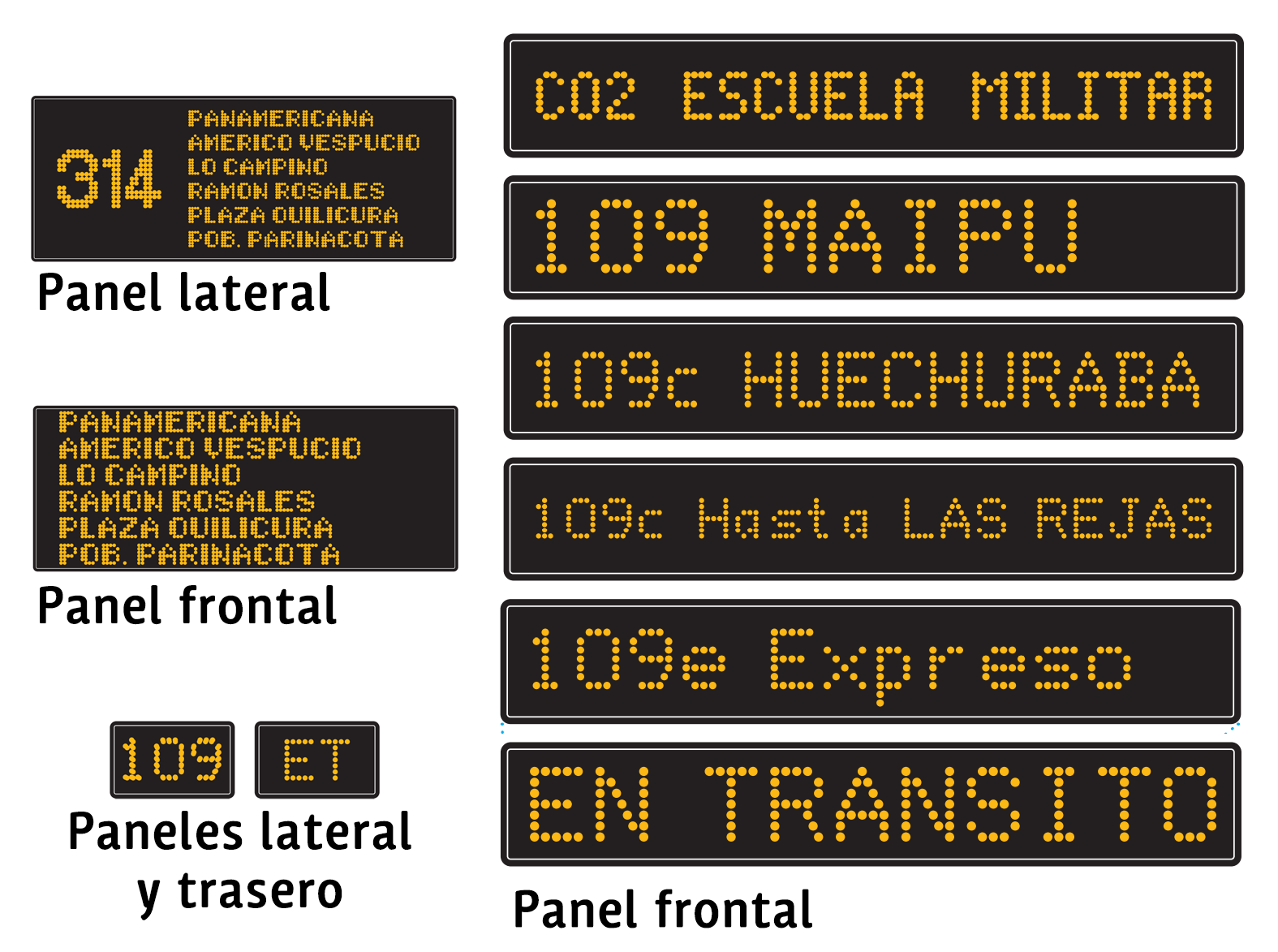
Formato de itinerario electrónico en servicio y en tránsito.

Dispositivo por el cual los buses muestran a los usuarios el número de recorrido y su destino. Corresponde a un panel de fondo oscuro con leds anaranjados, el cual está ubicado en la parte frontal, lateral y trasera del vehículo, los últimos de menor tamaño. En buses de estándar Red, además, se utiliza un panel tanto frontal como lateral para dar a conocer los diferentes hitos del recorrido. Según normativa del DTPM debe ir siempre encendido con el servicio que realiza, por ejemplo: «106 MAIPÚ» o «H07 (M) ÑUBLE», evitando destellos o desvanecimiento; en servicios variantes se permite la alternación con las palabras Expreso o Hasta para servicios expresos o cortos, respectivamente, por ejemplo: «314e PLAZA ITALIA→314e Expreso» o «211c Hasta METRO→211c LA CISTERNA». Cuando el bus no realiza servicio de pasajeros debe mostrar la leyenda «EN TRÁNSITO». En todos los casos, se debe utilizar el formato de letra más grande permitido por el dispositivo. Visto lo anterior hay ocasiones en las que los buses indican solo el número de servicio con el mensaje «Apoyo», ejemplo «301c Apoyo» o «APOYO METRO» cuando realizan cobertura por algún imprevisto en la operación del sistema, como por ejemplo paralización en las funciones de los conductores, cambio de operador o falta de flota, así como también en problemas en la operación del Metro o Tren Nos-Estación Central, entre otros.

#### Señal de parada
Señal que identifica el lugar de detención de los buses según el servicio realizado. El anverso de la señal contiene un pictograma identificador (bus), el nombre de la parada y los servicios que se detienen en ella, con su destino, sobre un fondo negro. Además, contiene el código de identificación del paradero y las instrucciones para acceder a la información del tiempo de llegada del bus. El reverso, en tanto, contiene información más detallada de los servicios, identificando los principales ejes o hitos que recorre el bus. Además, incorpora información del horario de funcionamiento de cada recorrido; en caso de que el servicio utilice la parada solo en un rango de horario, se indica en color blanco, añadiendo leyenda alusiva, como por ejemplo «Utiliza esta parada fuera de horario». En el caso de las paradas divididas o estaciones de trasbordo se incorpora una pestaña lateral que indica los servicios que se detienen en paradas cercanas. La información de los servicios se rellena siempre de izquierda a derecha, con el número de servicio de menor a mayor y luego con las letras de la B a la J; tanto en el anverso como reverso de la señal. Además, los módulos pueden variar para mostrar servicios con excepción o provisorios.

#### Letrero de recorrido
El letrero de recorrido contiene el número del servicio, su destino, su variante —si corresponde (corto, expreso, nocturno, etc.)— y un listado de hitos y/o calles por donde circula el recorrido dispuestos en seis líneas. Además deben ajustarse al formato entregado por la autoridad competente, esto es las abreviaturas y/o simbologías utilizadas. En caso de que se disponga más de un hito o calle por línea, estas deben estar separadas por un guion. Cuando la carrocería del bus interfiera en la visibilidad del letrero de recorrido, o si el letrero dificulta la visibilidad del conductor, se puede solicitar autorización al Directorio de Transporte Público Metropolitano para modificar la pieza. Es utilizado solo en buses que no poseen itinerario electrónico para dicho fin, el cual reemplaza a este instrumento.
Esta pieza de información debe ir siempre visible para el usuario. Por conversión se utiliza el nombre con el que la mayoría de los usuarios identifica el hito y/o calle, por ejemplo la Avenida Libertador Bernardo O'Higgins se conoce popularmente como «Alameda» entonces se le asigna este nombre en el letrero, algo parecido pasa con el inicio/destino del recorrido, para evitar confusiones entre los usuarios del sistema. Junto con esto se puede utilizar, sin perjuicio alguno, el nombre del hito que más sobresalga dentro del recorrido, esto significa que en vez de colocar Metro Baquedano se utiliza Plaza Italia, aunque el primero sea el formato correcto se usa el segundo debido a que resalta más en el conocimiento popular.

#### Información complementaria en buses
Además, los buses deben indicar la siguiente información de carácter obligatorio:
- Cenefa de identificación: Gráfica ubicada al interior del bus que permite identificar la placa patente del vehículo, el nombre del operador y los datos de contacto del DTPM.
- SOAP: Pieza gráfica ubicada en el interior del bus que describe el seguro obligatorio de accidentes personales (SOAP).
- Placa patente única (PPU) dispuestas en partes trasera, lateral y techo del bus.
- Nombre del operador ubicado en parte trasera del vehículo.
- Señal de subida y bajada: Todos los buses deberán portar una flecha apuntando hacia arriba o abajo, según la puerta, como señal de acceso o descenso.
- Accesibilidad universal : Señal ubicada en parabrisas frontal y puerta habilitada con dicha plataforma. Asimismo, se debe indicar el espacio reservado para tal efecto al interior del vehículo.

### Programas de operación

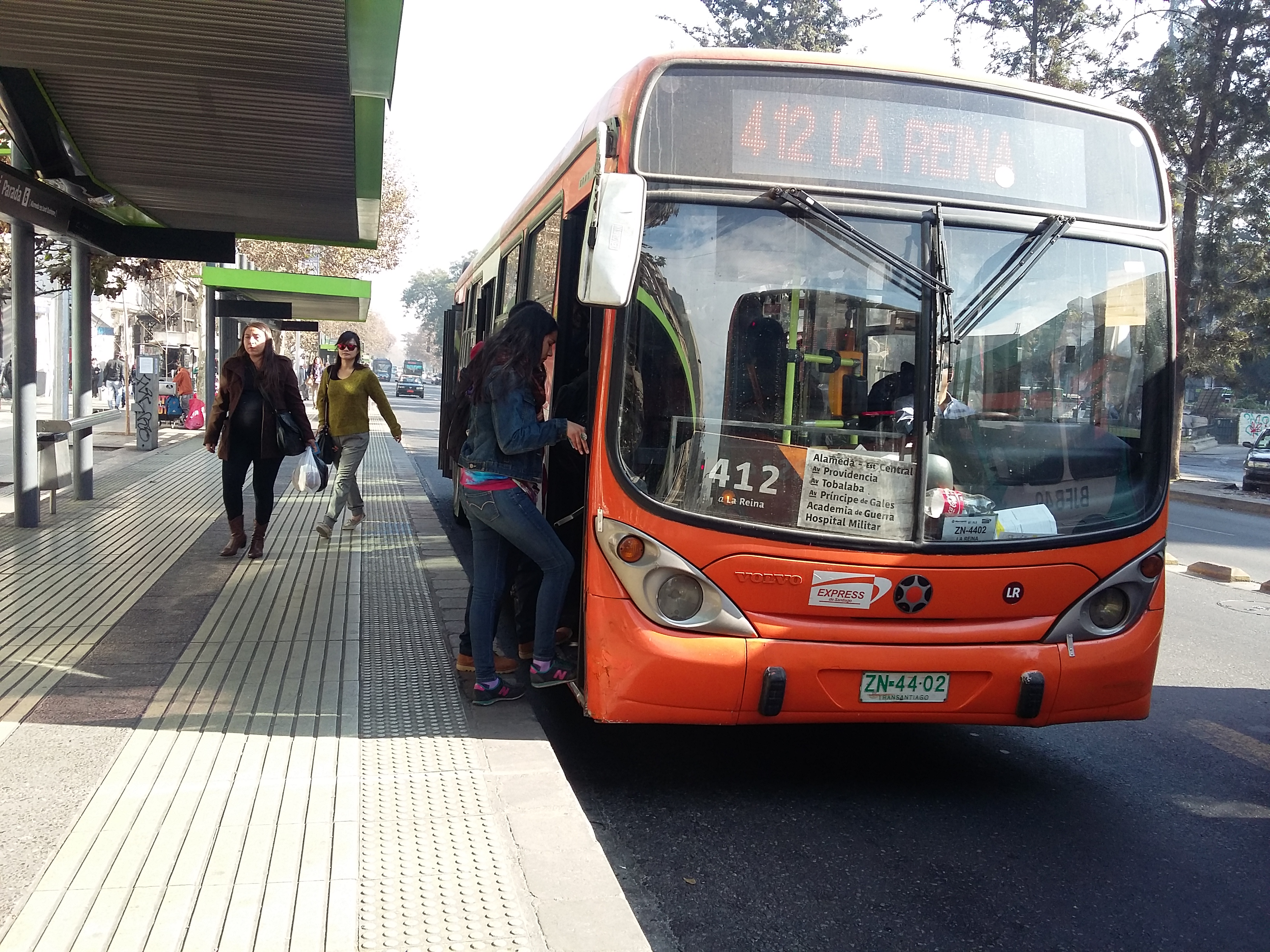
Bus del Transantiago en un paradero del centro de la ciudad.

El Programa de Operación (PO) es el instrumento que define y regula las condiciones y características de los servicios que debe prestar cada operador en el marco del contrato de concesión con cada operador. En efecto existe un plan operacional para cada unidad de operación en el sistema. Por su parte los servicios están caracterizados por aspectos como la identificación, el trazado a seguir, frecuencia, capacidad de transporte, horarios de operación y secuencia de paradas. Asimismo, sirve como base para medir el grado de cumplimiento del contrato en materia operacional. En consecuencia, la prestación de los servicios de cada empresa operadora debe ajustarse al PO definido.
Este instrumento es modificado semestralmente a petición de cada empresa, las cuales darán a conocer solicitudes de modificación con 90 días de anticipación a la fecha de entrada en vigencia del PO respectivo. De no recibir solicitudes por parte de las empresas regirá el último en curso. En lo anterior, también puede sufrir modificaciones a solicitud del propio DTPM así como por la creación y/o modificaciones de servicios que tengan por objeto mejorar la calidad del servicio hacia los usuarios sin regirse a las fechas estipuladas para el cambio.
Dentro de las modificaciones a este instrumento están las siguientes:
- Cambios de trazado: Cuando el operador o el DTPM hacen una corrección al trazado de los servicios.
- Cambio de horarios: En caso de que se requiera que el recorrido opere fuera de los horarios asignados, iniciando y/o terminando su operación antes o después del horario establecido en el PO.
- Creación de servicios: Cuando surge la necesidad de crear nuevos servicios para ajustarse a la demanda de los usuarios o para cubrir zonas nuevas.

## Material rodante

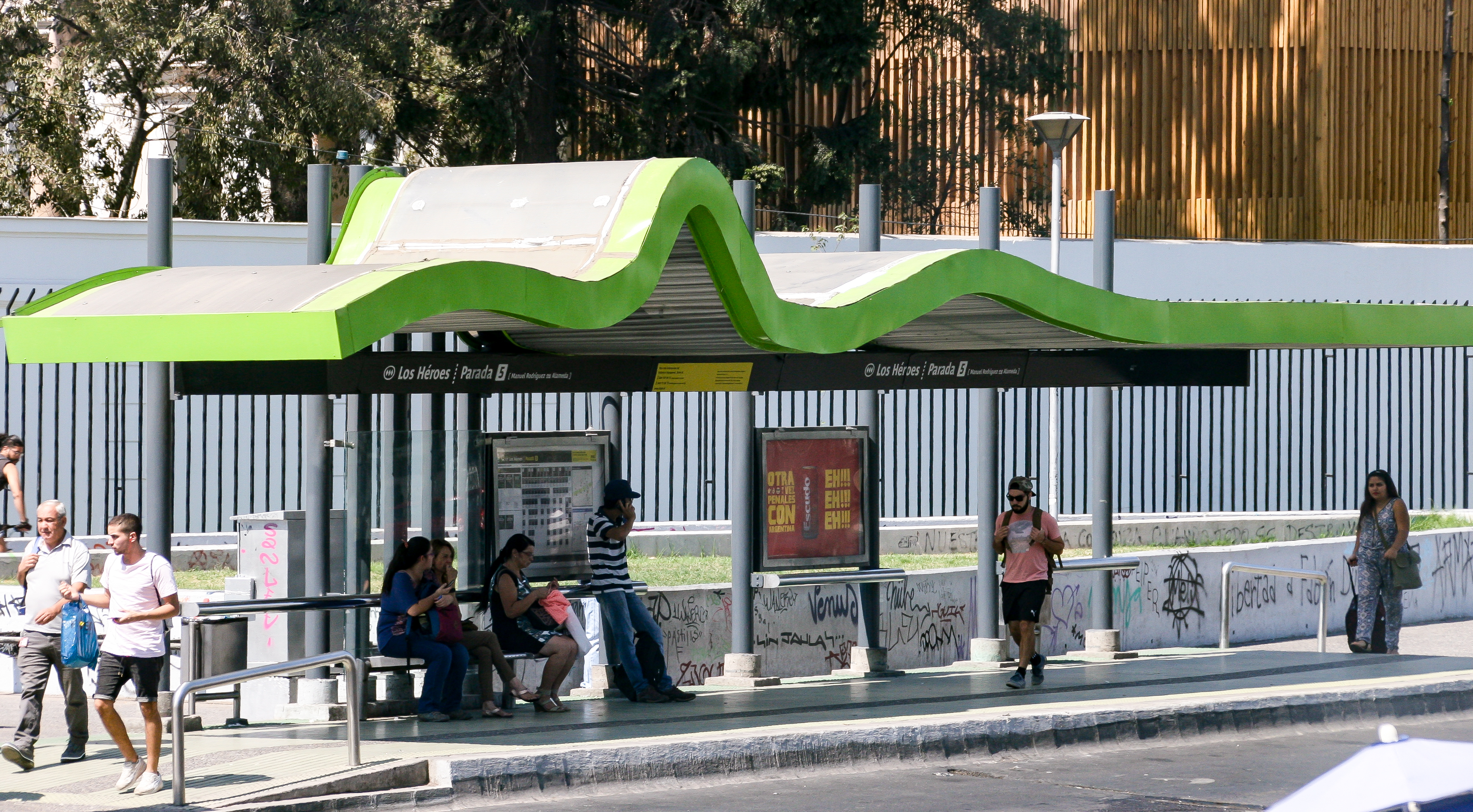
Refugio estándar de Transantiago para gran aglomeración de personas.

El material rodante presente en la Red Metropolitana de Movilidad corresponde a los buses y trenes del Metro de Santiago y/o Tren Nos-Estación Central. Estos están diseñados para transportar un alto flujo de pasajeros, sobre todo en horarios punta.

### Buses

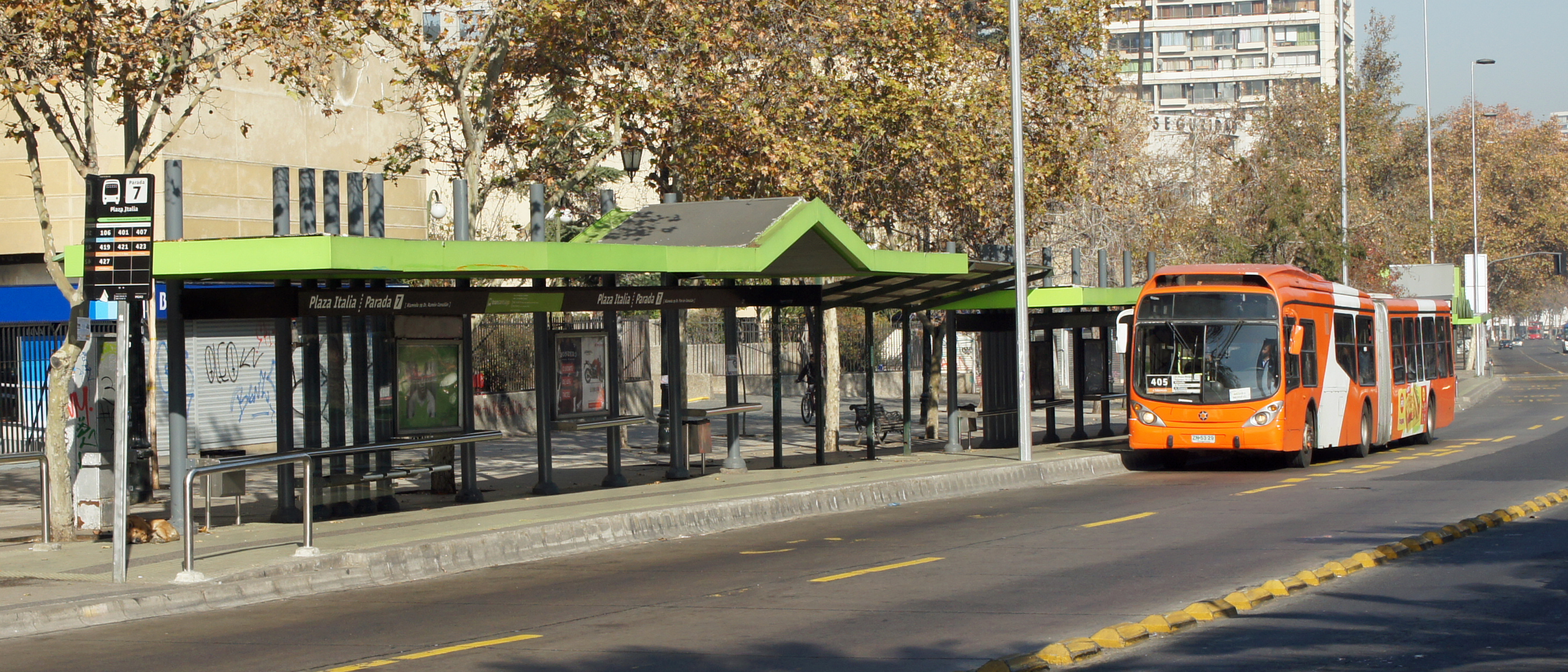
Bus del Transantiago acercándose a un paradero, en plena Alameda.

Los buses de la Red Metropolitana de Movilidad cuentan con suspensión neumática, transmisión automática y dirección hidráulica o servoasistida. Cumplen con la norma de emisiones Euro VI. Poseen al menos 50 % de piso bajo con entradas sin peldaños y cuentan con un sistema que impide el movimiento del bus si alguna puerta se encuentra abierta. 
De acuerdo a su longitud, los buses se clasifican en tres tipos: clase A entre 8 y 11 m, clase B entre 11 y 14 m, clase C con más de 14 m, articulados y clase D de doble piso. Tienen en una de las puertas una rampa para permitir la entrada de personas en silla de ruedas, además de contar cerca de esa puerta con un espacio acondicionado para su transporte.
Sus chasis son fabricados por Volvo, Mercedes-Benz y Scania. Las carrocerías son fabricadas principalmente por las empresas: Marcopolo y Caio, así como BYD, Yutong, King Long, Zhongtong y Foton en los vehículos eléctricos. 
Durante el primer semestre de 2014, se incorporaron buses con puertas a ambos costados, pensados para el futuro diseño de los corredores de buses, cambiando así el estándar formato de configuración de los buses que rige desde 1992.
En mayo de 2016 fue incorporado a la flota de Transantiago un moderno bus híbrido que opera en los servicios de Buses Vule. Este bus se sumó al bus Euro VI que circuló en la empresa STP Santiago presentado en enero de 2016.
No obstante, durante 2017 se probó un bus de 2 pisos, marca Alexander Dennis modelo Enviro 500, el cual fue adquirido a préstamo por la empresa Metbus.
Los buses del sistema cuentan con 2 validadores de tarjetas bip!, GPS y computadores que procesan el pago del pasaje y ruta del bus. Además, cuentan con torniquetes en algunos buses de la flota para aminorar la evasión del pasaje. Junto con esto todos los buses que ingresan al sistema desde el año 2014 cuentan con cámaras de video para la protección de los pasajeros. A esto se suma que algunos buses que renovaron la flota antigua del sistema cuentan con aire acondicionado para el conductor.
El 15 de diciembre de 2018 ingresan al sistema 100 buses eléctricos fabricados por la empresa China BYD. Fueron presentados en sociedad el 3 de octubre del mismo año, mientras que la flota completa fue presentada en el Parque O'Higgins el 13 de diciembre. En la instancia se anunció que circularían en los servicios 507c, 516 y 519 de la empresa Metbus con un esquema de pintura rojo y blanco. Dicha renovación de la flota se enmarca dentro del proceso de transformación del Transantiago, en un plan denominado «Transporte Tercer Milenio».
A inicios de 2019, enmarcado en el proceso de traspaso de los servicios operados por Inversiones Alsacia, ingresan al sistema alrededor de 490 nuevos buses con tecnología Euro VI. Asimismo, también ingresaron 100 buses eléctricos, marca Yutong, para los servicios 213e, I09 e I09e. Estos vehículos cuentan con aire acondicionado, puertos USB y Wi-Fi.
Durante 2025 ingresaron al sistema más de 300 buses nuevos como parte de la renovación de flota. Estos vehículos son parte de un total de 1800 buses que debían ingresar.

### Trenes Metro
El material rodante del Metro de Santiago consiste en 245 trenes fabricados por Alstom y CAF. Son alimentados por energía eléctrica con una tensión de 750 voltios (V) de corriente continua (CC), mediante un tercer riel en líneas 1, 2, 4, 4A y 5 o a través de catenaria rígida en las líneas 3 y 6. La trocha utilizada es de 1435 mm. Las líneas 1, 2 y 5 están diseñadas para el uso de trenes con rodadura neumática, mientras que las líneas 3, 4, 4A y 6 diseñadas para trenes con rodadura férrea.
Operan en un 90 % del tiempo con un sistema completamente automatizado, quedando el conductor encargado principalmente de controlar el tren en caso de emergencia y/o el cierre de las puertas. En líneas 3 y 6 operan el 100 % del tiempo con un sistema automatizado, debido a que sus trenes son sin conductor. 
El mantenimiento de los trenes se realiza en talleres dispuestos especialmente para dicho trabajo. Estos talleres se ubican en las cercanías de las estaciones Neptuno, Lo Ovalle, Las Mercedes, Ñuble, Cerrillos y 
Los Libertadores.

### Trenes Tren Nos-Estación Central
El material rodante utilizado en el Tren Nos-Estación Central consiste en 22 automotores X'Trapolis Modular, que funcionan a base de 3 kV. Asimismo, cuentan con 4 motores de tracción con una potencia de 320 kW, tienen una longitud de 46 metros y un peso de 80,97 toneladas al vacío. Estos están compuestos por dos coches, XMC1-XMC2, con cabina de conducción en ambos extremos con una capacidad para 512 pasajeros. Fueron fabricados por Alstom en su planta de Barcelona.

## Empresas operadoras
Desde la entrada en vigencia de este sistema diversas empresas han operado los recorridos de buses. Sin embargo, ha pasado por dos esquemas distintos en la estructura de sus servicios. 
El 10 de febrero de 2007 comienza la operación de los troncales y alimentadores. Este esquema se mantuvo hasta mayo de 2012.
El 1 de junio de 2012 surgen las unidades de negocio tras la reestructuración del sistema. Estas agruparon los servicios bajo la operación de 7 empresas diferentes. 
No obstante, en el nuevo proceso de licitación, iniciado el 15 de diciembre de 2020, las unidades de negocio darán paso a las unidades de servicios. Estas últimas tendrán el mismo esquema operativo que las primeras. 

### Troncales y alimentadores
Estaba compuesto por 10 empresas que operaban los recorridos troncales y los alimentadores. Todo esto desde febrero de 2007 hasta mayo de 2012. A continuación la lista de empresas, su zona de operación y el período de concesión:
| Zona      | Operador                                                                                         | Nº vehículos                   | Nº recorridos                  | Período licitado                         |
| --------- | ------------------------------------------------------------------------------------------------ | ------------------------------ | ------------------------------ | ---------------------------------------- |
| Troncal 1 | Inversiones Alsacia S.A.                                                                         | 628                            | 27                             | 10 de febrero de 2007-31 de mayo de 2012 |
| Troncal 2 | Subus Chile S.A.                                                                                 | 1.022                          | 43                             | 10 de febrero de 2007-31 de mayo de 2012 |
| Troncal 3 | Buses Gran Santiago S.A. (2007-2009) Buses Vule S.A. (2009-2012)                                 | 400                            | 15                             | 10 de febrero de 2007-31 de mayo de 2012 |
| Troncal 4 | Express de Santiago Uno S.A.                                                                     | 1020                           | 43                             | 10 de febrero de 2007-31 de mayo de 2012 |
| Troncal 5 | Buses Metropolitana S.A.                                                                         | 727                            | 19                             | 10 de febrero de 2007-31 de mayo de 2012 |
| Zona A    | Sin flota ni servicios propios                                                                   | Sin flota ni servicios propios | Sin flota ni servicios propios | N/D                                      |
| Zona B    | Buses Gran Santiago S.A. (2007-2011) Redbus Urbano S.A. (2011-2012)                              | 246                            | 30                             | 10 de febrero de 2007-31 de mayo de 2012 |
| Zona C    | Redbus Urbano S.A.                                                                               | 295                            | 26                             | 10 de febrero de 2007-31 de mayo de 2012 |
| Zona D    | STP Santiago S.A.                                                                                | 199                            | 21                             | 10 de febrero de 2007-31 de mayo de 2012 |
| Zona E    | Unión del Transporte S.A.                                                                        | 215                            | 20                             | 10 de febrero de 2007-31 de mayo de 2012 |
| Zona F    | STP Santiago S.A.                                                                                | 402                            | 27                             | 10 de febrero de 2007-31 de mayo de 2012 |
| Zona G    | Buses Gran Santiago S.A. (2007-2009) Las Araucarias S.A. (2009-2012)                             | 289                            | 20                             | 10 de febrero de 2007-31 de mayo de 2012 |
| Zona H    | TransAraucarias S.A.(2007-2010) Buses Gran Santiago S.A. (2010-2011) Buses Vule S.A. (2011-2012) | 177                            | 17                             | 10 de febrero de 2007-31 de mayo de 2012 |
| Zona I    | Comercial Nuevo Milenio S.A                                                                      | 407                            | 25                             | 10 de febrero de 2007-31 de mayo de 2012 |
| Zona J    | Comercial Nuevo Milenio S.A                                                                      | 279                            | 27                             | 10 de febrero de 2007-31 de mayo de 2012 |

### Unidades de negocio
Desde junio de 2012, las empresas concesionarias de los servicios de transporte público urbano de Santiago enfrentan un nuevo escenario de operación. Este tenía por propósito fundamental disminuir el déficit económico del sistema en su conjunto para adecuarse a la reducción progresiva del subsidio estatal. Es así que nacen las unidades de negocio (UN), quedando conformado de la siguiente forma:
| Unidad                    | Empresa                                                             | Servicios | Nº vehículos | Nº recorridos | Período licitado                           |
| ------------------------- | ------------------------------------------------------------------- | --- | --- | --- | ------------------------------------------ |
| UN 1                      | Inversiones Alsacia S.A.                                            | Servicios traspasados a otros operadores por término de contrato. Originalmente servicios: 101/c - 102 - 103 - 104 - 105 - 106 - 107/c - 108 - 109/n - 110/c - 111 - 112n - 113/c/e - 114 - 115 - 116 - 117/c - 118 - 119 - 120 - 121 - 125 - 126 - 408/e - 410/e (34) y 735 buses | Servicios traspasados a otros operadores por término de contrato. Originalmente servicios: 101/c - 102 - 103 - 104 - 105 - 106 - 107/c - 108 - 109/n - 110/c - 111 - 112n - 113/c/e - 114 - 115 - 116 - 117/c - 118 - 119 - 120 - 121 - 125 - 126 - 408/e - 410/e (34) y 735 buses | Servicios traspasados a otros operadores por término de contrato. Originalmente servicios: 101/c - 102 - 103 - 104 - 105 - 106 - 107/c - 108 - 109/n - 110/c - 111 - 112n - 113/c/e - 114 - 115 - 116 - 117/c - 118 - 119 - 120 - 121 - 125 - 126 - 408/e - 410/e (34) y 735 buses | 1 de junio de 2012-28 de febrero de 2019   |
| UN 2 (U2)                 | Subus Chile S.A.                                                    | 203/c/e/n - 204e - 206/c - 207/c/e - 208/c - 209/c - 211 - 212 - 216 - 217e - 219e - 224c - 225 - 229 - 271 - G02 - G08v - G14 - G23 - G24 - G43 - G46 | 576 | 30 | 1 de junio de 2012-31 de mayo de 2026      |
| UN 3 (U3)                 | Buses Vule S.A.                                                     | 111 - 113/c/e - 119 - 121 - 125 - 126 - 301/c - 302/n - 303 - 307/c/e - 308/c - 313e - 314/c - 315e - 321 - 322 - 323 - 329 - 345 - 346n - 348 - 385 - B42 - B45 - D13 - E01 - E02 - E03 - E04 - E05 - E06 - E07 - E08 - E09 - E10 - E11 - E14 - E17 - E18 - G28 - G31 - H02 - H03 - H04 - H05 - H06 - H07 - H08 - H09 - H12 - H13 - H14 - I01 - I02 - I03/c - I04/c/e - I05 - I07 - I08/c/n - I09/c/e - I10/n - I11/n - I12 - I13 - I14/n - I16 - I17 - I18 - I20 - I21 - I22 - I24 - I25 | 1379 | 91 | 1 de junio de 2012-24 de mayo de 2025      |
| UN 4 (U4)                 | Express de Santiago Uno S.A. (2012-2021) Voy Santiago S.p.A.(2021-) | 211c - 223 - 228 - 233 - 262n - 286 - G01/c - G04 - G05 - G07 - G08 - G09 - G11 - G13/c - G15 - G16 - G18 - G22 - G27 - G32 - G34 - G35 - G37 - G38 - G39 - I35 | 711 | 29 | 1 de junio de 2012-31 de mayo de 2026      |
| UN 5 (U5)                 | Metbus S.A.                                                         | 109/n - 110/c - 115/c - 118 - 406 - 407 - 408/e - 422 - 424 - 426 - 501 - 502/c - 503 - 504 - 505 - 506/e/v - 507/c - 508 - 509 - 510 - 511 - 513 - 514/c - 516 - 517 - 518 - 519 - 541n - 542 - 546e - 555 - B38 - J01/c - J02 - J03 - J04 - J05 - J06 - J07/c/e - J08 - J10 - J11 - J12 - J13/c - J15c - J16 - J17 - J18/c - J19 - J20 - J22 | 1412 | 65 | 1 de junio de 2012-31 de enero de 2026     |
| UN 6 (U6)                 | Redbus Urbano S.A.                                                  | Servicios traspasados a otros operadores por licitación. Originalmente servicios: 105 - 116 - 120 - 410/e - B01 - B02/n - B03 - B04 - B05 - B06 - B07 - B08 - B09 - B10 - B11 - B12/c - B13 - B14 - B15 - B16 - B17 - B18/e - B19 - B20 - B21 - B22 - B23 - B24 - B25 - B26 - B27 - B28 - B29 - B30n - B31n - B32 - C01/c - C02/c - C03/c - C05 - C06/c - C07 - C08 - C09 - C10e - C11 - C12 - C13 - C14 - C15 - C16 - C17 - C18 - C19 - C20 - C22 (65) y 769 buses                        | Servicios traspasados a otros operadores por licitación. Originalmente servicios: 105 - 116 - 120 - 410/e - B01 - B02/n - B03 - B04 - B05 - B06 - B07 - B08 - B09 - B10 - B11 - B12/c - B13 - B14 - B15 - B16 - B17 - B18/e - B19 - B20 - B21 - B22 - B23 - B24 - B25 - B26 - B27 - B28 - B29 - B30n - B31n - B32 - C01/c - C02/c - C03/c - C05 - C06/c - C07 - C08 - C09 - C10e - C11 - C12 - C13 - C14 - C15 - C16 - C17 - C18 - C19 - C20 - C22 (65) y 769 buses | Servicios traspasados a otros operadores por licitación. Originalmente servicios: 105 - 116 - 120 - 410/e - B01 - B02/n - B03 - B04 - B05 - B06 - B07 - B08 - B09 - B10 - B11 - B12/c - B13 - B14 - B15 - B16 - B17 - B18/e - B19 - B20 - B21 - B22 - B23 - B24 - B25 - B26 - B27 - B28 - B29 - B30n - B31n - B32 - C01/c - C02/c - C03/c - C05 - C06/c - C07 - C08 - C09 - C10e - C11 - C12 - C13 - C14 - C15 - C16 - C17 - C18 - C19 - C20 - C22 (65) y 769 buses | 1 de junio de 2012-21 de abril de 2023     |
| UN 7 (U7)                 | STP Santiago S.A.                                                   | Servicios traspasados a otros operadores por licitación. Originalmente servicios: 101 - 106 - 108 - 401 - 405 - 413c - 417e - 419 - 421 - 423 - 431c - 432n - 481 (13) y 374 buses | Servicios traspasados a otros operadores por licitación. Originalmente servicios: 101 - 106 - 108 - 401 - 405 - 413c - 417e - 419 - 421 - 423 - 431c - 432n - 481 (13) y 374 buses | Servicios traspasados a otros operadores por licitación. Originalmente servicios: 101 - 106 - 108 - 401 - 405 - 413c - 417e - 419 - 421 - 423 - 431c - 432n - 481 (13) y 374 buses | 1 de junio de 2012-16 de mayo de 2025      |
| Metro                     | Metro S.A.                                                          | - | 245 | 7 | 26 de junio de 2013-11 de febrero de 2024  |
| Tren Nos-Estación Central | EFE Central                                                         | Estación de ferrocarril | 22 | 1 | 9 de marzo de 2017-22 de diciembre de 2027 |

### Unidades de servicios
En el marco del proceso licitatorio de 2019 nacen las unidades de servicios (US). Estas reemplazarían a las unidades de negocio (UN). Se esperaba que entrarán en operación a mediados de 2021, sin embargo, esto se concretó de manera paulatina desde el 10 de diciembre de 2022 hasta mayo de 2023. Internamente fueron codificadas de la misma manera que las unidades de negocios, es decir, simplemente como unidades dentro del sistema. Dicho lo anterior les corresponde el número 8 a 13. En 2023 se inició un segundo proceso de licitación que culminó el segundo semestre de 2024, el proceso de traspaso de recorridos se empezó a realizar de manera paulatina desde el 17 de mayo de 2025 al 6 de diciembre de 2025. Son las siguientes:
| Unidad      | Empresa                           | Servicios | Nº vehículos | Nº recorridos | Período licitado                              |
| ----------- | --------------------------------- | --- | ------------ | ------------- | --------------------------------------------- |
| US 1 (U8)   | Buses Alfa S.A.                   | 105/c - 120 - 410/e - 722 - B01 - B03 - B07 - B08 - B09 - B10 - B13 - B16 - B17 - B18/e - B20 - B24 - B25 - B26 - B28 - B29 - B30n - B32 - B36                                        | 363          | 26            | 17 de diciembre de 2022-22 de abril de 2028   |
| US 2 (U9)   | Buses Omega S.A.                  | 102 - 124 - 213e - 712 - B02/n - B04 - B19 - B33 - C18 - F02 - F03c - F05 - F06 - F09 - F10c - F12/c - F15 - F18 - F20 - F25/e - F30n - F33                                           | 380          | 25            | 25 de febrero de 2023-8 de abril de 2030      |
| US 3 (U10)  | Santiago Transporte Urbano S.A.   | 104 - 114 - 116 - 421c - B14 - C01 - C02 - F01/c - F03 - F07 - F08 - F10 - F13/c - F11 - F14 - F16 - F24 - F26 - F27 - F29                                                            | 356          | 22            | 10 de diciembre de 2022-1 de abril de 2030    |
| US 4 (U11)  | RBU Santiago S.A.                 | B05 - B06 - B11 - B12/c - B15 - B21 - B22 - B27 - B31n - C02c - C03/c - C05 - C06 - C07 - C09/c - C10e - C11 - C13 - C14 - C15 - C16 - C17 - C19 - C20 - C22 - C26c - C27 - C28 - C37 | 421          | 32            | 10 de diciembre de 2022-25 de febrero de 2028 |
| US 5 (U12)  | Santiago Transporte Urbano S.A.   | 103 - 107/c - 117/c - 405c - 406c - 409 - 411 - 420 - 445c - C01c - D01 - D02 - D03/c - D05 - D07/c - D08 - D09 - D10 - D11 - D14 - D15 - D16 - D17/v - D18 - D20 - D26               | 506          | 30            | 18 de febrero de 2023-2 de mayo de 2030       |
| US 6 (U13)  | RBU Santiago S.A.                 | 401c - 402 - 403 - 404/c - 412 - 414e - 415e - 418 - 422c - 425 - 428/e - 429/c - 430 - 435 - 444 - 486 - B35 - B43 - C30e - C33c                                                     | 510          | 23            | 14 de enero de 2023-4 de febrero de 2028      |
| US 14 (U14) | Voy Santiago 14 S.A.              | 101 - 106 - 108 - 401 - 405 - 417e - 419 - 421 - 423 - 431c - 432n - 481 - I26 | 354          | 13            | 17 de mayo de 2025-17 de mayo de 2035         |
| US 15       | Voy Santiago 15 S.A.              | 110 - 118 - 129 - 408 - 505/c - 506e - 509 - 513 - 517/c - C25 - E01 - E02 - E04 - E08 - E09 - E11 - E14 - J02 - J07/e - J10 - J18/c                                                  | 441          | 25            | 2025-2035                                     |
| US 16 (U16) | Gran Américas Santiago Chile S.A. | 325 - E12 - E13 - E15c - E16 | 88           | 5             | 2 de agosto de 2025-2 de agosto de 2035       |
| US 17 (U19) | Conecta 17 S.A.                   | 201/e - 204/n - 205/c - 210/e/v - 214 - 224 - 226 - 227 - 230 - 264n - 272 - B41 | 425          | 16            | 26 de julio de 2025-26 de julio de 2035       |
| US 18       | Conecta 18 S.A.                   | 203/c/e/n - 206/c - 208/c - 212 - 216 - 219e - 229 - 244 - 271 - 301/c - 306 - 321 - 345 - 346n - G23 - H07 - H08 - H12 - H13                                                         | 513          | 25            | 2025-2035                                     |

## Infraestructura asociada

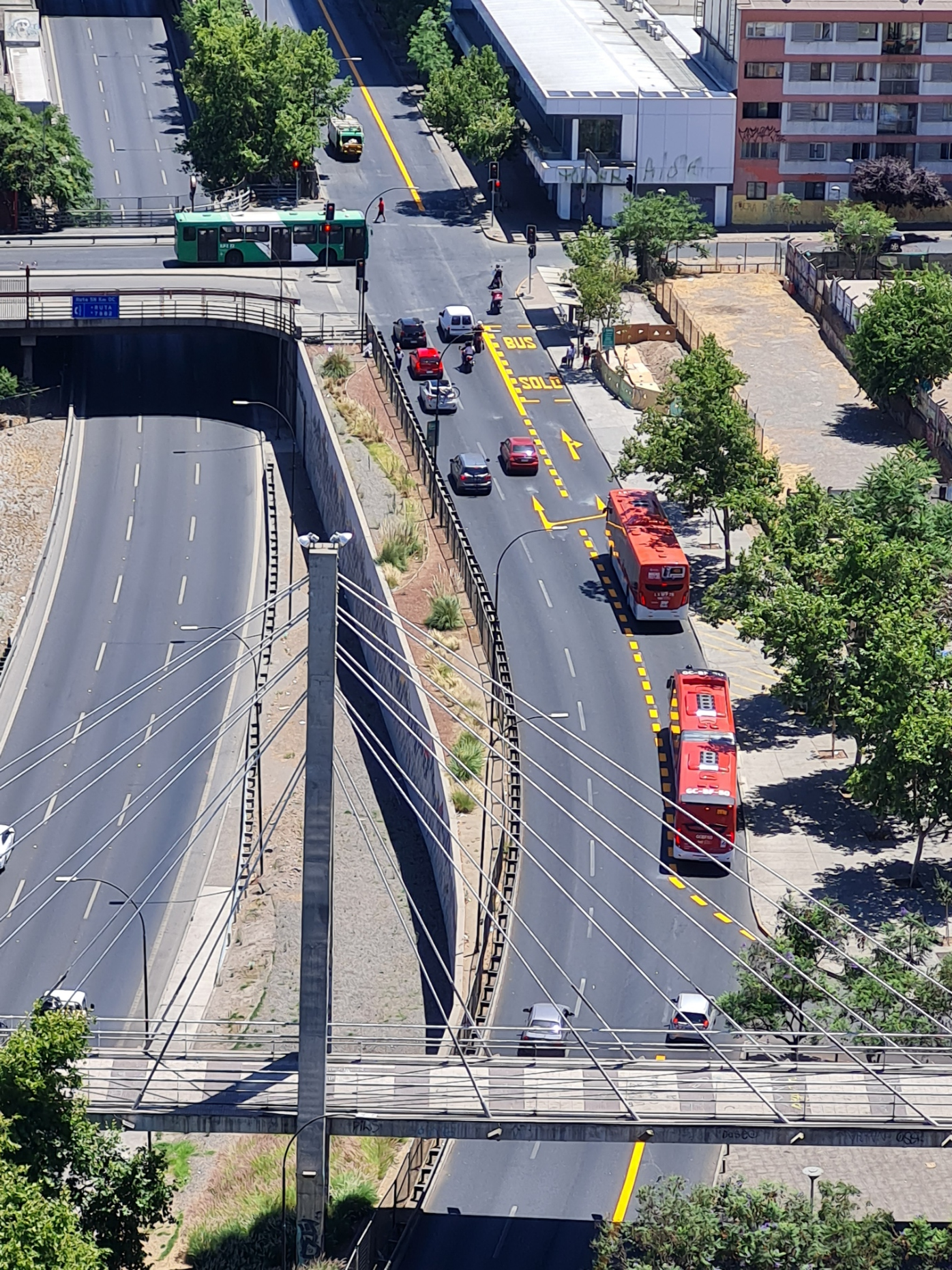
Demarcación de la pista solo bus en la avenida Manuel Rodríguez

El sistema contempla una serie de infraestructura para su operación. La mayor inversión en este sentido corresponde a la extensión de la red de metro y en la implementación de los servicios de trenes suburbanos. Además, se contempló la construcción de corredores segregados para la operación de los buses en algunos ejes, la construcción de la Estación intermodal La Cisterna y la implementación de estaciones de trasbordo entre buses. Asimismo se efectuó el mejoramiento y relocalización de paraderos y mejora en conexiones viales.
Dentro de la parte vial asociada podemos encontrar lo siguiente:
- Pista solo bus:[202] Corresponde a ejes viales de carácter compartido entre vehículos particulares y buses en donde una o más de sus pistas de circulación están demarcadas para el uso exclusivo de buses.
- Vía exclusiva:[203] Corresponde a ejes viales de carácter compartido entre vehículos particulares y buses en donde se establece un régimen horario para el uso exclusivo de buses, preferentemente en horarios punta.
- Ejes ambientales:[204] Corresponde a ejes viales de carácter compartido entre vehículos particulares y buses en dónde se establece un régimen horario para el uso exclusivo de buses en casos de preemergencia y/o alerta ambiental causada por la contaminación atmosférica, operando entre 7:30 h. y 10:00 h. y entre 17:00 y 21:00 h.
- Corredor de buses: Corresponde a ejes viales segregados para el uso exclusivo de buses en todo horario. Normalmente estos están en el centro de grandes avenidas separados de bandejones.

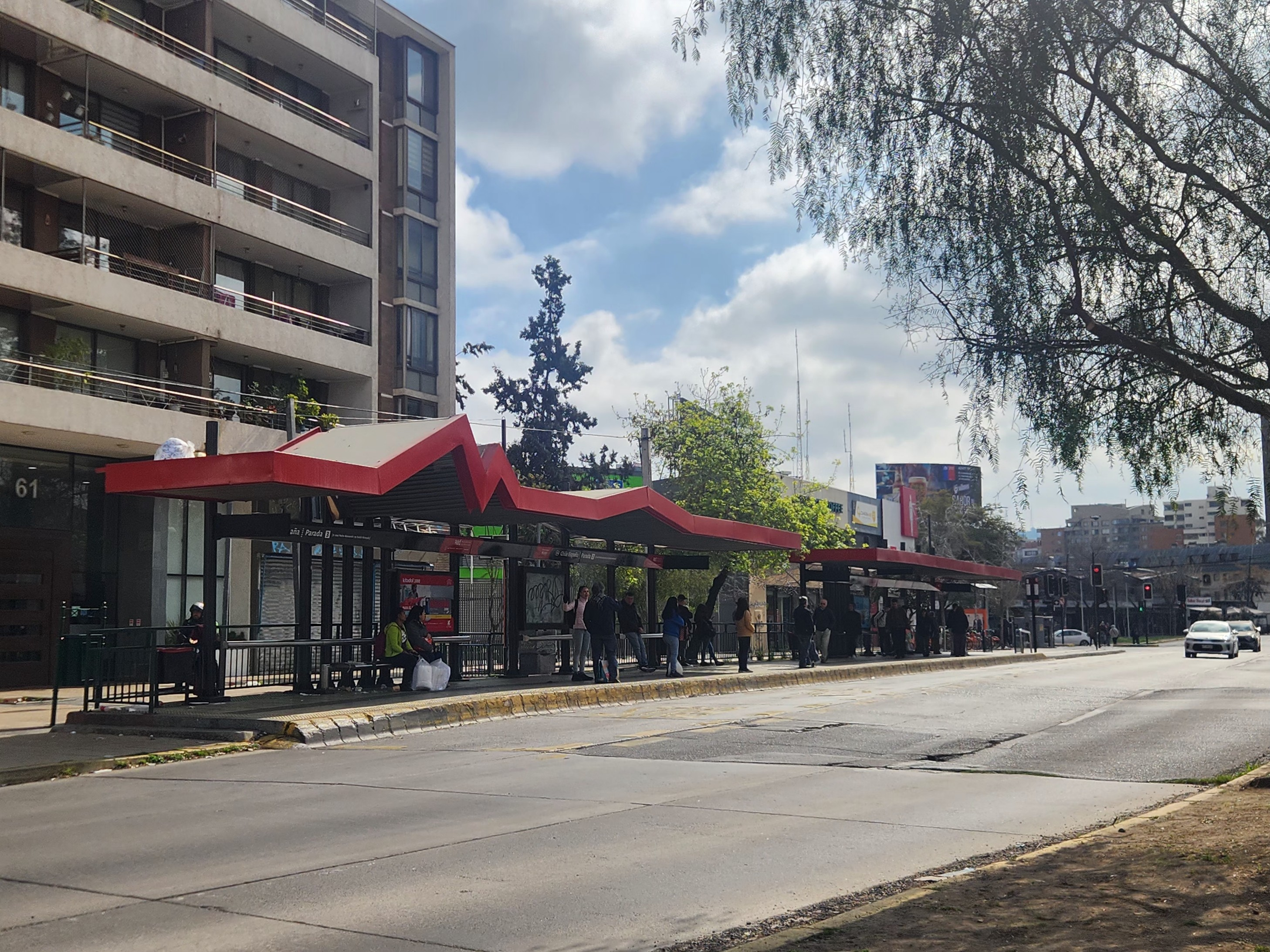
Paradero en Avenida José Pedro Alessandri, Ñuñoa

En la infraestructura podemos encontrar lo siguiente :
- Paradero: Lugar en donde se detienen los diferentes recorridos de buses para el descenso y/o abordaje de pasajeros hacia los mismos.
- Zona paga: Son un conjunto de paraderos en los que el pasajero paga su pasaje antes de abordar al bus. Esto permite que los usuarios suban más rápidamente a los respectivos servicios.
- Estación de intercambio modal (EIM): Edificio que permite el trasbordo de pasajeros entre distintos medios de transporte: metro, buses urbanos, buses rurales, taxis, colectivos y autos.
- Estación de Metro y Metrotren: Infraestructura habilitada para el abordaje de pasajeros a trenes del Metro o Metrotren, según corresponda. Normalmente consta con accesos y andenes separados por la vía de circulación. Algunas estaciones que poseen andén central para facilitar el desplazamiento de los pasajeros, además de contar en la mayoría de ellas con acceso para discapacitados. En ocasiones están ligadas a las estaciones de intercambio modal.
- Estación de combinación: Lugar en donde se produce el intercambio entre líneas de Metro o Metrotren. Normalmente posee 4 accesos y 2 andenes por cada línea. Por lo general están adecuadas para un alto flujo de pasajeros en donde los andenes están ubicados de manera de hacer un control hacia ellos.
- Estación de trasbordo (E/T): Lugar en donde se detienen los diferentes recorridos de buses para el descenso y/o abordaje de pasajeros hacia los mismos, pero a diferencia del anterior están formados por un conjunto de paraderos. Están dispuestas en las intersecciones de importantes avenidas y en, ocasiones, estaciones de Metro que presentan un alto tránsito de pasajeros. Son orientadas a favorecer los intercambios entre buses y metro. Se habilitan sobre el espacio público, reordenando la localización de los paraderos con la finalidad de favorecer el trasbordo.

Existen 40 estaciones de trasbordo dispuestas en toda la capital, estas son:
| Nombre                         | Ubicación                                                         | Comuna                              |
| ------------------------------ | ----------------------------------------------------------------- | ----------------------------------- |
| Las Rejas                      | Alameda / María Rozas Velásquez                                   | Estación Central                    |
| Los Dominicos                  | Apoquindo / Patagonia                                             | Las Condes                          |
| Manquehue                      | Apoquindo / Av. Manquehue                                         | Las Condes                          |
| Puente Cal y Canto             | General Mackenna / Bandera                                        | Santiago                            |
| Santa Lucía                    | Alameda / Santa Rosa                                              | Santiago                            |
| Baquedano                      | Alameda / Vicuña Mackenna                                         | Santiago / Providencia              |
| Vicuña Mackenna                | Julio Vildósola / Americo Vespucio                                | La Florida                          |
| Los Héroes                     | Alameda / Manuel Rodríguez                                        | Santiago                            |
| Irarrázaval                    | Vicuña Mackenna / Avenida Matta                                   | Santiago / Ñuñoa                    |
| Departamental / Las Industrias | Departamental / Las Industrias                                    | San Joaquín                         |
| Plaza de Puente Alto           | Concha y Toro / Manuel Rodríguez                                  | Puente Alto                         |
| San Alberto Hurtado            | Alameda / General Velásquez                                       | Estación Central                    |
| Tobalaba                       | Providencia / Tobalaba                                            | Providencia                         |
| Zapadores                      | Recoleta / Zapadores                                              | Recoleta                            |
| Escuela Militar                | Apoquindo / Americo Vespucio                                      | Las Condes                          |
| San Pablo                      | San Pablo / Neptuno                                               | Lo Prado                            |
| Estación Central               | Alameda / Exposición                                              | Estación Central                    |
| Dorsal                         | Recoleta / Dorsal                                                 | Recoleta                            |
| República                      | Alameda / Ricardo Cumming                                         | Santiago                            |
| Plaza Egaña                    | Avenida Ossa / Irarrázaval                                        | Ñuñoa                               |
| La Moneda                      | Alameda / Amunátegui                                              | Santiago                            |
| Santa Rosa                     | Avenida Circunvalación Américo Vespucio / Santa Rosa              | San Ramón / La Granja               |
| Grecia                         | Avenida Circunvalación Américo Vespucio / Grecia                  | Peñalolén                           |
| Macul                          | Americo Vespucio / Departamental                                  | Macul / La Florida                  |
| Parque O'Higgins               | Avenida Viel / Avenida Matta                                      | Santiago                            |
| Bellavista de La Florida       | Avenida Circunvalación Americo Vespucio / Avenida Vicuña Mackenna | La Florida                          |
| Pedrero                        | Avenida Vicuña Mackenna / Departamental                           | La Florida                          |
| Francisco Bilbao               | Avenida Tobalaba / Bilbao                                         | Providencia / Las Condes / La Reina |
| Departamental                  | Gran Avenida / Departamental                                      | San Miguel                          |
| Príncipe de Gales              | Avenida Ossa / Avenida Príncipe de Gales                          | Ñuñoa                               |
| Einstein                       | Recoleta / Einstein                                               | Recoleta                            |
| Departamental / Santa Rosa     | Departamental / Santa Rosa                                        | San Joaquín                         |
| Chile España                   | Irarrázaval / José Pedro Alessandrí                               | Ñuñoa                               |
| Plaza de Maipú                 | Pajaritos / Av. 5 de abril                                        | Maipú                               |
| Mercado Central                | Ismael Valdés Vergara / San Antonio                               | Santiago                            |
| Plaza de Renca                 | Dorsal / Domingo Santa María                                      | Renca                               |
| Pudahuel                       | San Pablo / Teniente Cruz                                         | Pudahuel / Lo Prado                 |
| La Estrella / San Pablo        | San Pablo / La Estrella                                           | Pudahuel                            |
| Nos                            | Diego Portales / Mall Plaza Sur                                   | San Bernardo                        |
| J.J.Pérez - Las Rejas          | Av. José Joaquín Pérez / Sergio Valdovinos                        | Quinta Normal                       |

A continuación se presentan la infraestructura más relevante del sistema:
- El 6 de septiembre de 2005 se inauguró el corredor exclusivo para buses en la Avenida Pajaritos. El proyecto total tiene una longitud de 7,7 km entre Alameda y Plaza Maipú, aunque la vía exclusiva existe solamente entre Alameda y Américo Vespucio. El proyecto fue inaugurado por el Presidente de la República Ricardo Lagos.
- El 14 de septiembre de 2006 se inauguró la conexión que une las calles Blanco Encalada y Arica, a través de un túnel de 400 m bajo las líneas de ferrocarril que separan las comunas de Santiago y Estación Central. La conexión tiene una longitud total de 1,73 km y fue inaugurada por la Presidenta de la República Michelle Bachelet.
- El 13 de marzo de 2008 se inauguró el corredor de buses en la Avenida Santa Rosa, el cual permite conectar Américo Vespucio con la Alameda, reduciendo el tiempo de viaje entre 6 y 8 minutos entre ambas avenidas.[206]
- El 25 de marzo de 2010 se inauguró el tramo final del corredor de buses en la Avenida Dorsal, el cual permite conectar a las comunas de Conchalí y Recoleta. Su extensión es de 2,7 kilómetros.
- El 9 de julio de 2014, comenzó a operar el corredor Las Rejas Norte, el cual complementa el tramo sur de la misma avenida.
- El 26 de diciembre de 2020, comenzó a operar el corredor Independencia siendo el primero en tener al centro de la calle.